# Хронологія російського вторгнення в Україну (березень 2023)
Ця стаття є частиною Хронології повномасштабного вторгнення Росії до України з 2022 року, яка є частиною хронології російської збройної агресії проти України з 2014 року.
Про події попереднього місяця — див. Хронологія російського вторгнення в Україну (лютий 2023), наступного — див. Хронологія російського вторгнення в Україну (квітень 2023)

## Загальне становище на 1 березня 2023 року

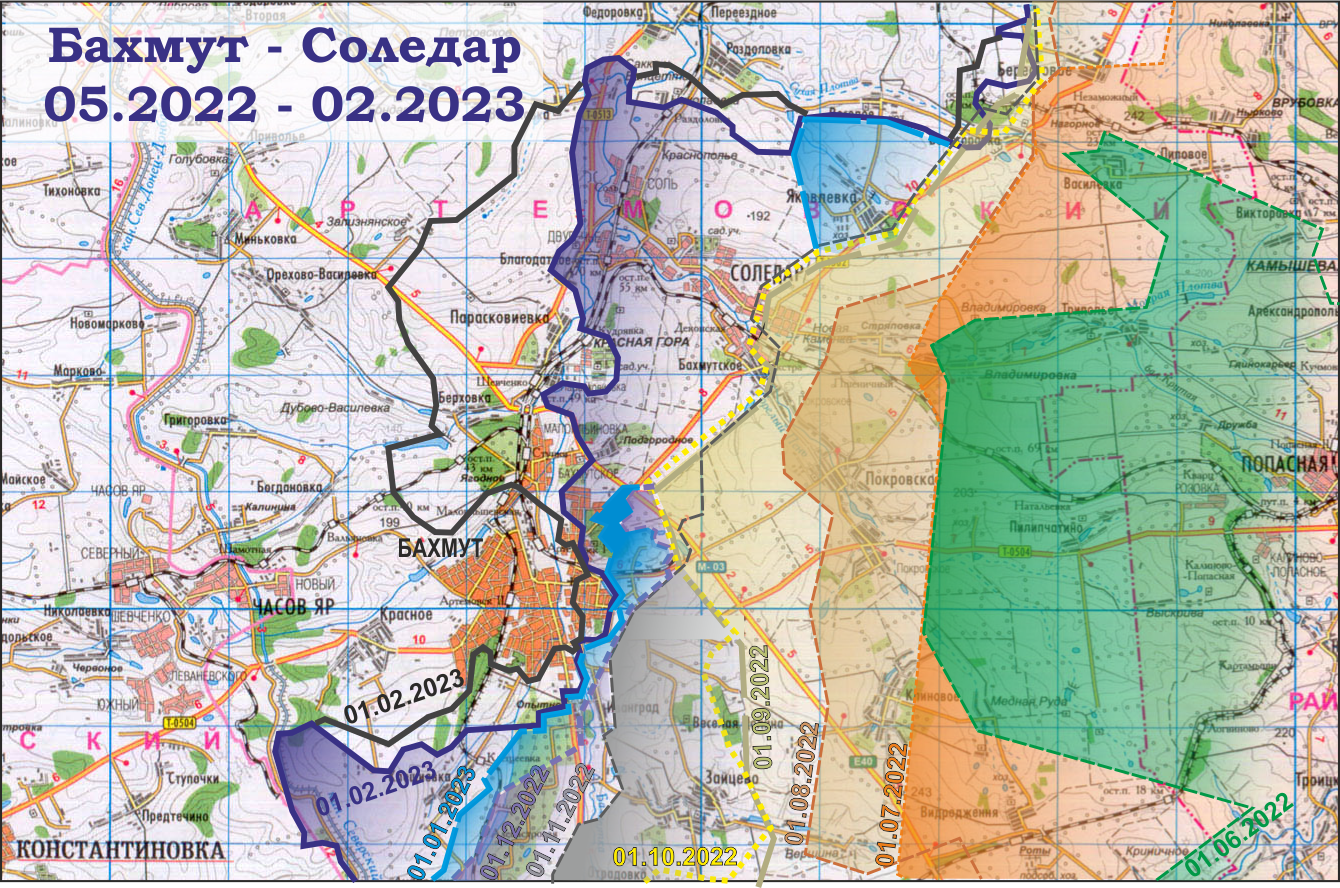
Просування росіян під Бахмутом станом на лютий 2023

На Куп'янському, Лиманському, Бахмутському, Авдіївському та Шахтарському напрямках захисники України відбили понад 85 атак російських загарбників.
Протягом доби російські окупанти завдали 2 ракетних та 12 авіаційних ударів, включно із застосуванням 2 БпЛА «Шахед-136». Ці дрони збили ЗСУ. Також ворог здійснив 68 обстрілів з РСЗВ. Постраждали цивільні люди.
Рівень загрози завдання загарбниками ракетних ударів залишається високим по всій території України.
На Волинському, Поліському, Сіверському та Слобожанському напрямках оперативна обстановка без суттєвих змін. Противник утримує свої підрозділи поблизу державного кордону України, проте формування наступальних угруповань не виявлено. Протягом доби ворог здійснив мінометні та артилерійські обстріли н.п. Єліне, Баранівка і Тимоновичі Чернігівської області; Рожковичі, Бачівськ, Старикове, Гірки, Атинське, Стукалівка, Будки, Волфине, Грабовське на Сумщині та Гатище, Ветеринарне, Стрілеча, Мороховець, Лук'янці, Тернова, Вовчанськ, Потихонове, Комісарове, Вільхуватка, Тихе, Устинівка та Анискине Харківської області.
На Куп'янському та Лиманському напрямках противник вів наступальні дії в районах населених пунктів Макіївка, Невське, Червонопопівка, Шипилівка та Білогорівка Луганської області, проте успіху не мав. Здійснив артилерійські обстріли районів населених пунктів Дворічна, Гряниківка, Западне, Лиман Перший, Голубівка, Курилівка, Піщане, Кислівка, Табаївка Харківської області; Невське, Червонопопівка, Діброва, Білогорівка Луганської області та Спірне, Роздолівка і Федорівка на Донеччині.
На Бахмутському напрямку противник продовжував вести наступ. Не припиняв штурмувати місто Бахмут. ЗСУ відбили атаки в районах Оріхово-Василівки, Дубово-Василівки, Богданівки, Бахмута, Часового Яру та Білої Гори. Ворожих обстрілів зазнали Залізнянське, Оріхово-Василівка, Дубово-Василівка, Бахмут, Іванівське, Курдюмівка, Озарянівка, Майорськ і Залізне Донецької області.
На Авдіївському та Шахтарському напрямках росіяни продовжували атакувати позиції ЗСУ. Здійснили безуспішні наступальні дії в напрямку населених пунктів Кам'янка, Авдіївка, Водяне, Первомайське, Невельське, Мар'їнка та Побєда. Обстріляли райони населених пунктів Веселе, Орлівка, Авдіївка, Водяне, Нетайлове, Первомайське, Невельське, Красногорівка, Мар'їнка, Побєда, Вугледар, Пречистівка, Нескучне та Велика Новосілка Донецької області.
На Запорізькому та Херсонському напрямках противник вів оборону, на окремих ділянках намагався створити умови для переходу у наступ. Здійснював артилерійські обстріли районів населених пунктів Времівка, Зелене Поле та Новопіль Донецької області; Ольгівське, Гуляйполе, Гуляйпільське, Залізничне, Чарівне, Новоданилівка, Оріхів та Новоандріївка Запорізької області; Іллінка, Марганець і Нікополь на Дніпропетровщині, а також Зміївка, Миколаївка, Антонівка, Зеленівка, Комишани Херсонської області та Херсон.
Вкотре фіксується евакуація окремих категорій громадян із тимчасово окупованого Криму. Останнім часом військовослужбовці російських окупаційних військ, що дислокуються у Перевальному, відправляють свої сім'ї до росії.
Авіація ЗСУ завдала 11 ударів по районах зосередження окупантів, а ракетники і артилеристи уразили 9 районів зосередження живої сили та район зосередження озброєння і військової техніки противника, а також 2 позиції зенітно-ракетних комплексів, станцію РЕБ та склад боєприпасів.

## 1-10 березня 2023

### 1 березня
На Куп'янському, Лиманському, Бахмутському, Авдіївському та Шахтарському напрямках ЗСУ відбили понад 85 атак противника.
На Куп'янському та Лиманському напрямках противник наступав у районах н.п. Макіївка, Невське, Червонопопівка, Шипилівка та Білогорівка Луганської області, проте успіху не мав. На Бахмутському напрямку противник продовжував вести наступ. Не припиняв штурмувати місто Бахмут. ЗСУ відбили атаки в районах Оріхово-Василівки, Дубово-Василівки, Богданівки, Бахмута, Часового Яру та Білої Гори. На Авдіївському та Шахтарському напрямках противник продовжує атакувати позиції ЗСУ. Здійснив безуспішні наступальні дії в напрямку населених пунктів Кам'янка, Авдіївка, Водяне, Первомайське, Невельське, Мар'їнка та Побєда.
Протягом доби російські окупанти завдали 2 ракетних та 12 авіаційних ударів, включно із застосуванням 2 БпЛА «Shahed-136». Ці дрони збили наші воїниЗСУ. Також ворог здійснив 68 обстрілів з РСЗВ. З мінометів та артилерії російські окупанти завдали ударів по районам вздовж лінії фронту від Чернігівської до Херсонської областей.

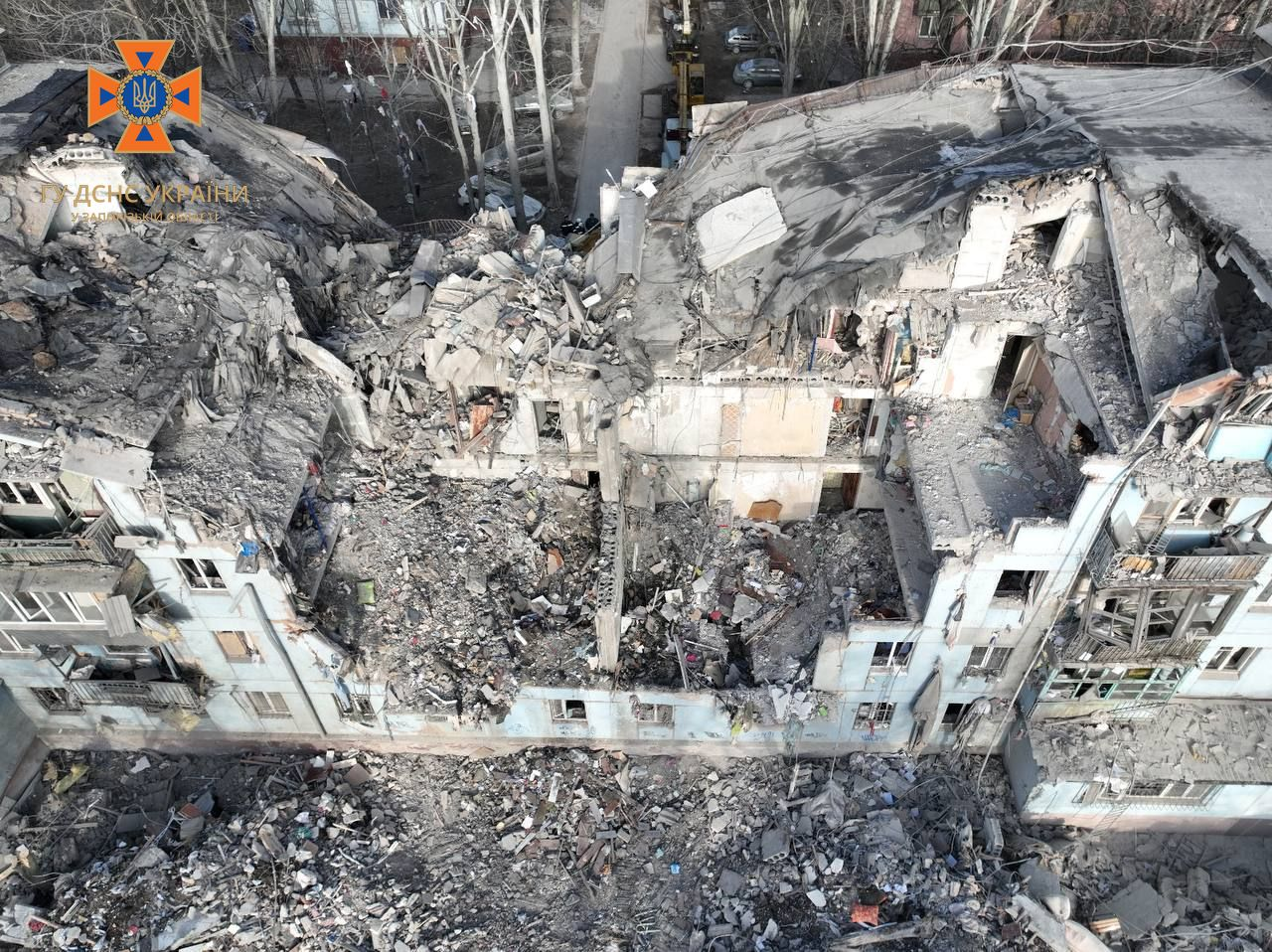
Наслідки російського ракетного удару по будинку в Запоріжжі 02.03.2023

### 2 березня

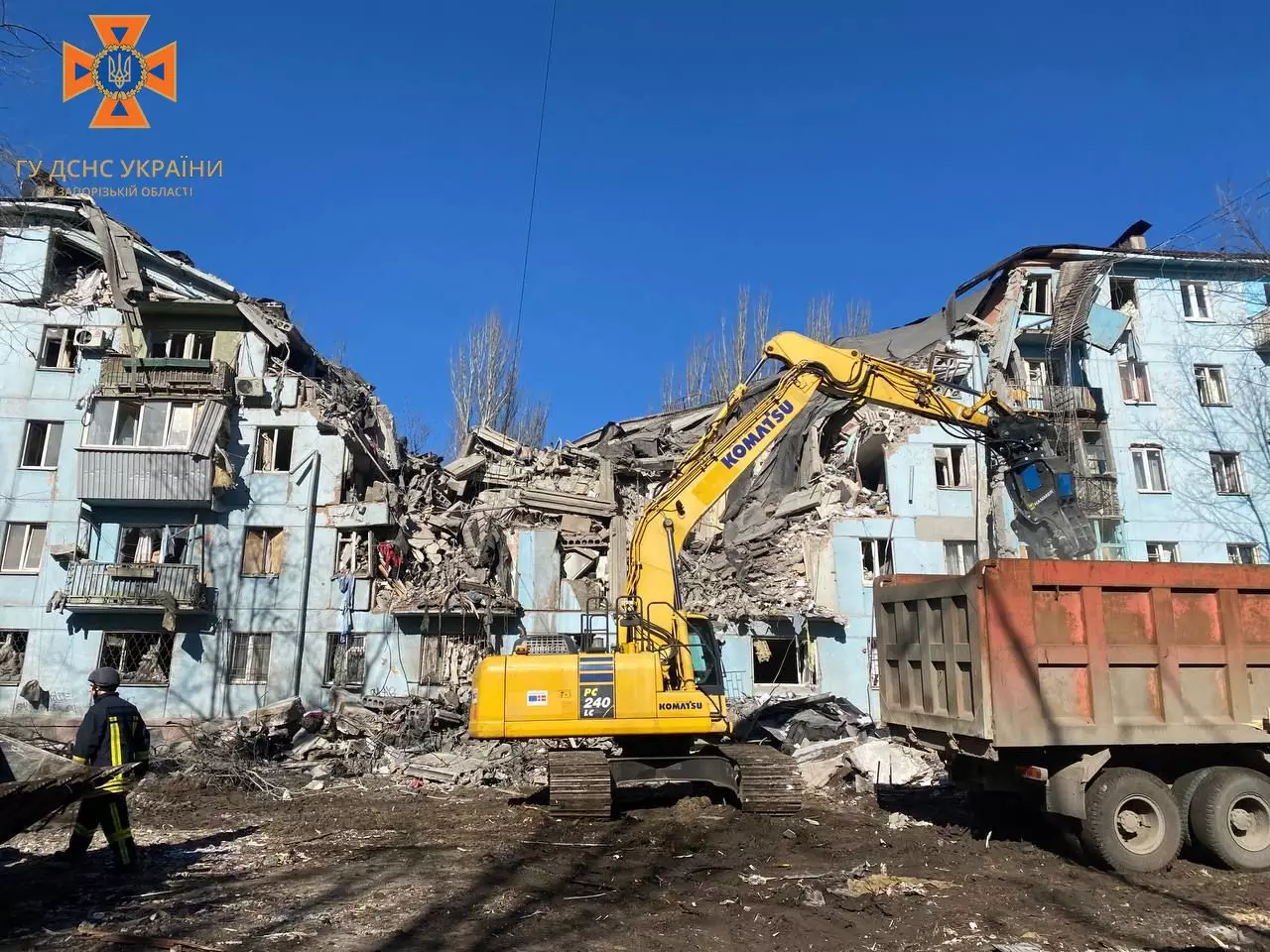
Обстріляний будинок у Запоріжжі

Протягом дня ЗСУ ліквідували 715 російських солдатів.
О 1:40 по пятиповерховому будинку в Запоріжжі було нанесено ракетний удар. Будинок зруйновано. Рятувальники врятували 11 людей, які були в будинку, серед них є вагітна жінка. Також з-під завалів вилучили тіла 13 загиблих людей, серед них 8-місячна дитина.
Російські окупанти завдали 31 авіаційний та 3 ракетних удари, зокрема, по цивільній інфраструктурі у Донецькій, Запорізькій та Херсонській областях. Є поранені серед мирного населення, пошкоджені житлові багатоповерхівки та приватні будинки. Окрім того, зафіксовано 88 обстрілів з РСЗВ. З мінометів та артилерії російські окупанти завдали ударів по районам вздовж лінії фронту від Чернігівської до Херсонської областей.
На території Брянської області відбулися провокаційні дії за участі озброєних бійців, які російської владою були оголошені «українською ДРГ».
Вдень російські окупанти ударили по людях, які стояли в черзі за гуманітарною допомогою в Бериславському районі Херсонщини. Поранення отримали 9 людей, серед яких один підліток.

### 3 березня
Росіяни наступали на Куп'янському, Лиманському, Бахмутському, Авдіївському та Шахтарському напрямках. ЗСУ відбили на них понад 150 атак противника. ЗСУ збили штурмовик Су-25 та ударний вертоліт Мі-24 росіян.
На Куп'янському та Лиманському напрямках окупанти наступали в районах н.п. Кремінна і Білогорівка Луганської області та Спірне і Веселе — Донецької. На Бахмутському напрямку загарбники не полишали спроб оточити місто Бахмут. ЗСУ відбили численні атаки в районах н.п. Васюківка, Дубово-Василівка, Богданівка, Бахмут та Іванівське Донецької області. На Авдіївському та Шахтарському напрямках росіяни безуспішно атакували позиції ЗСУ поблизу н.п. Новокалинове, Красногорівка, Кам'янка, Авдіївка, Сєверне, Водяне, Невельське, Мар'їнка та Побєда.
РФ завдала 32 авіаційних та 6 ракетних ударів, здійснила 84 обстріли з РСЗВ, зокрема, по цивільній інфраструктурі. З мінометів та артилерії російські окупанти завдали ударів по районам вздовж лінії фронту від Чернігівської до Херсонської областей. Було атаковано Дружківку.
Авіація ЗСУ завдала п'яти ударів по районах зосередження особового складу та військової техніки окупантів. Військові України збили ворожий літак Су-34 та БПЛА типу ZALA. Підрозділи ракетних військ та артилерії протягом доби вразили пункт управління, три райони зосередження противника, склад боєприпасів, два склади ПММ, а також станцію РЕБ ворога.
Прем'єр-міністр Угорщини Віктор Орбан заявив в інтерв'ю швейцарському тижневику Weltwoche, що Угорщина найбільше постраждала від антиросійських санкцій ЄС і йому страшно навіть подумати про те, що Росія програє війну. Він також пояснив, що «Росія — це інша цивілізація», де європейські політичні норми не працюють. Причому немає значення, «подобається нам це чи ні». І тому закликає до миру обидві сторони.

### 4 березня
РФ наступала на Куп'янському, Лиманському, Бахмутському, Авдіївському та Шахтарському напрямках. ЗСУ було відбито понад 130 атак противника на зазначених напрямках.
На Куп'янському та Лиманському напрямках росіяни вели наступальні дії в районах Невського, Серебрянського лісництва та Білогорівки Луганської області, успіху не мали. На Бахмутському напрямку — не полишали спроб оточити місто Бахмут. ЗСУ відбили численні атаки в районах н.п. Васюківка, Залізнянське, Оріхово-Василівка, Дубово-Василівка, Григорівка, Іванівське та Бахмут Донецької області. На Авдіївському та Шахтарському напрямках окупанти безуспішно атакували позиції ЗСУ поблизу н.п. Кам'янка, Сєверне, Водяне, Первомайське, Невельське, Красногорівка, Марїнка та Побєда.
Протягом доби росіяни завдали 6 ракетних та 24 авіаційних удари, здійснили понад 65 обстрілів з РСЗВ, зокрема по цивільній інфраструктурі. Є загиблі та поранені серед мирного населення. З мінометів та артилерії російські окупанти завдали ударів по районам вздовж лінії фронту від Сумської до Херсонської областей. Окупанти тричі обстрілювали Очаківську громаду Миколаївської області.
В Україну приїхав начальник штабу оборони збройних сил Канади генерал Вейн Ейр. Він зустрівся з головнокомандувачем ЗСУ Валерієм Залужним.
За розлідуванням джерела із Bloomberg Росія знайшла спосіб обходити санкції та отримує ключові технології для зброї.

### 5 березня

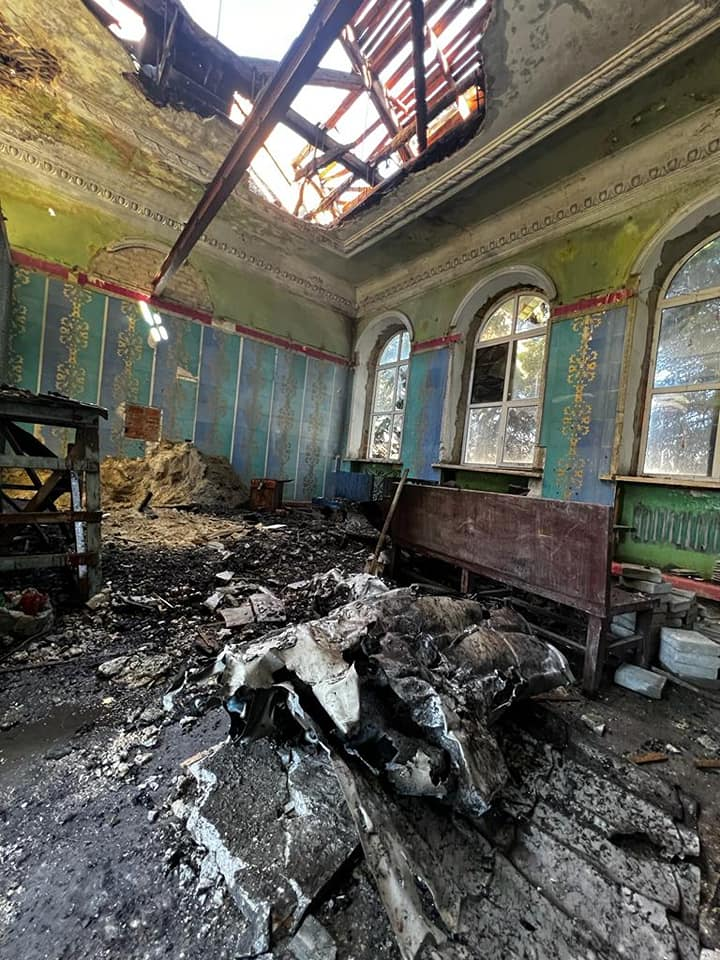
Вокзал Куп'янська після обстрілу

На Куп'янському, Лиманському, Бахмутському, Авдіївському та Шахтарському напрямках ЗСУ відбили понад 85 атак росіян.
На Куп'янському та Лиманському напрямках окупант вів наступальні дії в районах Білогорівки Луганської області та Спірного Донецької області, успіху не мав. На Бахмутському напрямку противник не припиняє штурмувати місто Бахмут. ЗСУ відбили атаки в районах Оріхово-Василівки, Дубово-Василівки, Григорівки, Богданівки та Бахмута Донецької області. На Авдіївському та Шахтарському напрямках противник продовжує безуспішно атакувати позиції ЗСУ.
Окупанти завдали 31 авіаційний та 3 ракетних удари, зокрема, по цивільній інфраструктурі у Донецькій, Запорізькій та Херсонській областях. Є поранені серед мирного населення, пошкоджені житлові багатоповерхівки та приватні будинки. Окрім того, зафіксовано 88 обстрілів з РСЗВ. З мінометів та артилерії російські окупанти завдали ударів по районам вздовж лінії фронту від Чернігівської до Херсонської областей.

### 6 березня
Росіяни наступали на Куп'янському, Лиманському, Бахмутському, Авдіївському та Шахтарському напрямках. ЗСУ відбили на них понад 140 атак противника.
На Куп'янському та Лиманському напрямках противник намагається прорвати оборону наших військ. Вів наступальні дії у напрямку населених пунктів Гряниківка, Невське, Білогорівка та Федорівка. На Бахмутському напрямку противник, попри значні втрати, продовжував штурмувати місто Бахмут та його околиці. За добу, лише біля села Дубово-Василівка, ворог здійснив 37 атак. Також вів наступ у районах нп. Білогорівка, Федорівка, Залізнянське, Ягідне та Іванівське — успіху не мав. На Авдіївському та Шахтарському напрямках окупанти безуспішно проводили наступальні дії в напрямку населених пунктів Новокалинове, Красногорівка, Кам'янка, Сєверне, Первомайське, Невельське та Мар'їнка Донецької області.
Загалом російські загарбники завдали 50 авіаційних та 5 ракетних ударів. Зокрема, під час авіаударів, ворог використав 11 БпЛА типу Шахед-136, 9 з яких — збито. Також окупанти здійснили 59 обстрілів з РСЗВ, зокрема, по населених пунктах. З мінометів та артилерії російські окупанти завдали ударів по районам вздовж лінії фронту від Чернігівської до Херсонської областей.
Боєць батальйону «Свобода» НГУ Володимир Назаренко повідомив, що ключова траса Бахмут-Костянтинівка на Донеччині перебуває під контролем ЗСУ. Даний шлях є критично важливим для постачання зброї до міста.
Окупанти обстріляли смт Козацьке на Херсонщині, поранивши людину.

### 7 березня

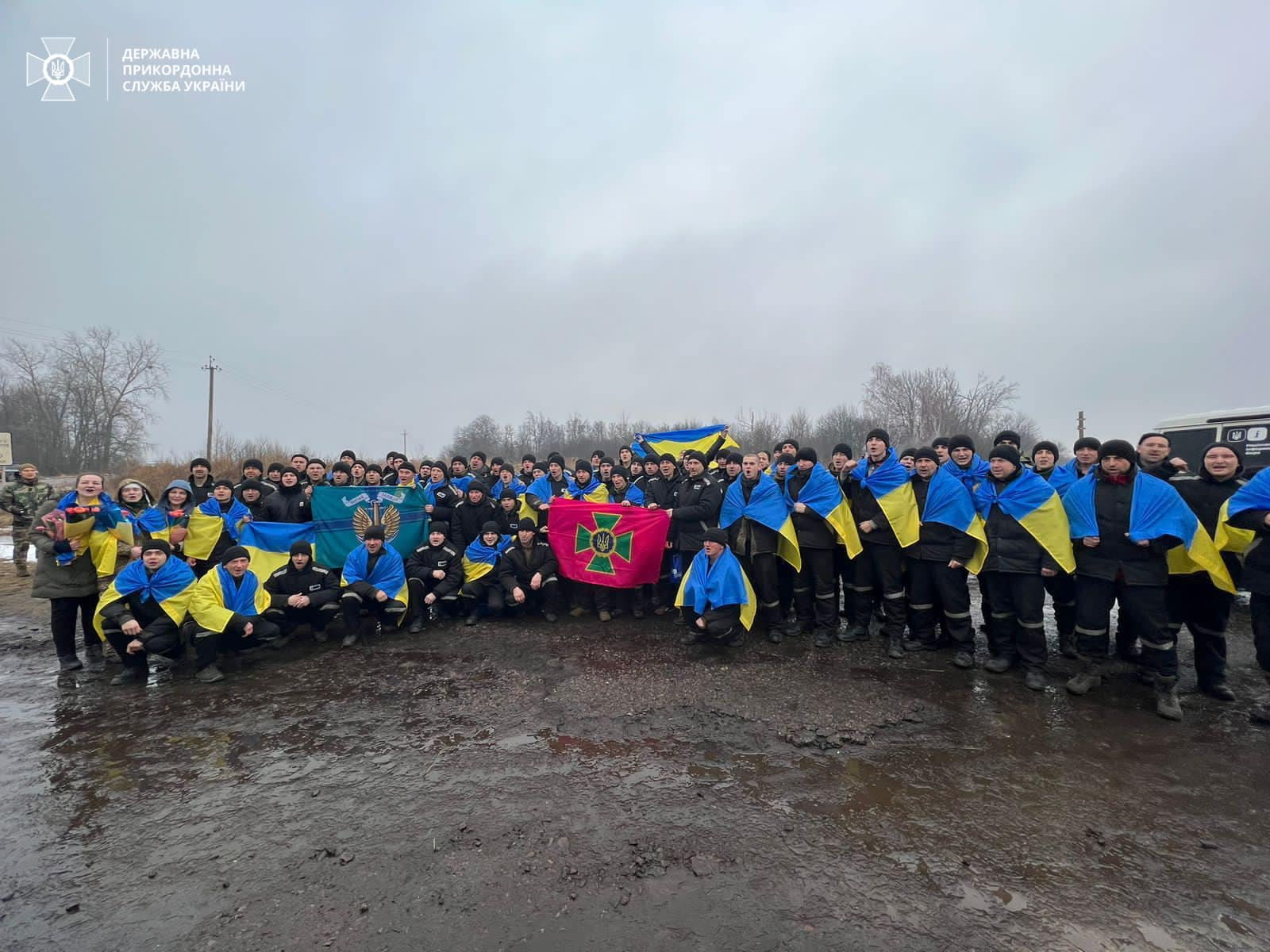
Українські полонені, повернуті 7 березня

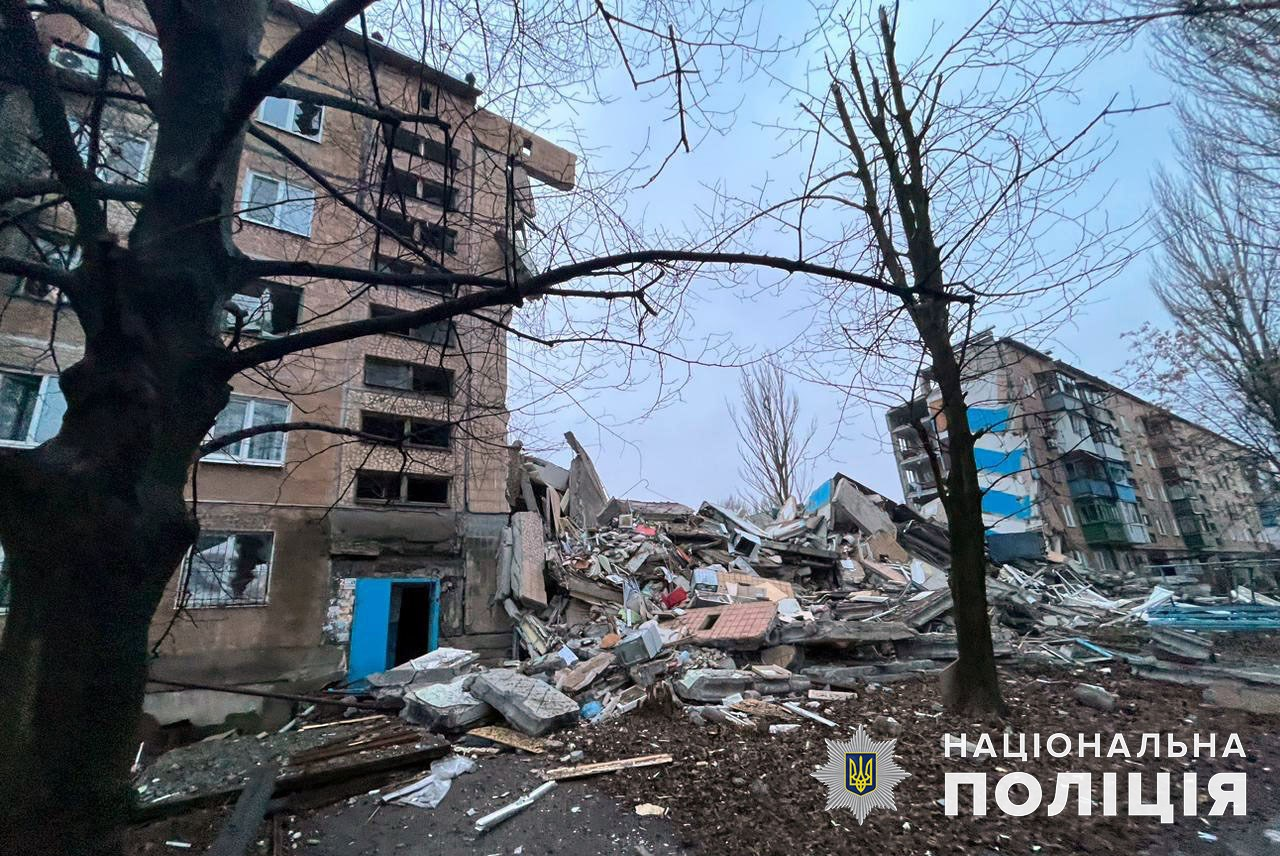
Будинок в Авдіївці після бомбардування 7 березня

Росіяни наступали на Куп'янському, Лиманському, Бахмутському, Авдіївському та Шахтарському напрямках. Продовжували наступальні дії в районах Оріхово-Василівки, Дубово-Василівки, Бахмута, Кам'янки, Авдіївки та Мар'їнки Донецької області. ЗСУ відбили понад 100 атак противника на зазначених напрямках.
На Куп'янському та Лиманському напрямках російський окупант вів наступальні дії у напрямку н.п. Гряниківка, Білогорівка, Спірне, Виїмка, Невське та Федорівка. На Бахмутському напрямку противник, попри значні втрати, і далі штурмує місто Бахмут. Також вів наступальні дії наступ у районах населених пунктів Берхівка, Дубово-Василівка, Оріхово-Василівка, Богданівка, Іванівське та Кліщіївка. За добу, лише біля Оріхово-Василівки росіяни здійснили понад 30 безуспішних атак. На Авдіївському та Шахтарському напрямках противник провів наступальні дії в напрямку населених пунктів Олександропіль, Кам'янка, Сєверне, Водяне, Мар'їнка та Новомихайлівка Донецької області. Лише біля Мар'їнки ворог здійснив більш як 20 атак.
Загарбники завдали 24 авіаційних та 1 ракетного удару. Зокрема, під час авіаударів ворог використав 1 БпЛА типу Shahed-136. Його збито. Також окупанти здійснили понад 60 обстрілів з РСЗВ. З мінометів та артилерії російські окупанти завдали ударів по районам вздовж лінії фронту від Чернігівської до Херсонської областей.
Відбувся новий великий обмін полоненими між Україною та Росією. Внаслідок обміну на 90 росіян додому повернули 130 військових — 126 чоловіків та 4 жінок.

### 8 березня
Росіяни наступали на Куп'янському, Лиманському, Бахмутському, Авдіївському та Шахтарському напрямках. Продовжували безуспішні наступальні дії в районах Оріхово-Василівки, Дубово-Василівки, Бахмута, Кам'янки, Авдіївки та Мар'їнки Донецької області. Минулої доби наші захисники відбили понад 100 атак противника на зазначених напрямках.
На Куп'янському та Лиманському росіяни наступали в напрямку населених пунктів Гряниківка, Білогорівка, Спірне, Виїмка, Невське та Федорівка. На Бахмутському напрямку противник, попри значні втрати, і далі штурмував Бахмут. Також вів безуспішні наступальні дії наступ у районах населених пунктів Берхівка, Дубово-Василівка, Оріхово-Василівка, Богданівка, Іванівське та Кліщіївка. За минулу добу, лише біля Оріхово-Василівки ворог здійснив понад 30 безуспішних атак. На Авдіївському та Шахтарському напрямках противник провів безуспішні наступальні дії в напрямку населених пунктів Олександропіль, Кам'янка, Сєверне, Водяне, Мар'їнка та Новомихайлівка Донецької області. Лише біля Мар'їнки ворог здійснив більш як 20 атак.
Росіяни завдали 24 авіаційних та 1 ракетного удару. Зокрема, ворог використав 1 БпЛА типу Шахед-136, його було збито. Також окупанти здійснили понад 60 обстрілів з реактивних систем залпового вогню. З мінометів та артилерії російські окупанти завдали ударів по районам вздовж лінії фронту від Чернігівської до Херсонської областей, включно з чотирма громадами на Сумщині.
Іран таємно поставив Росії велику кількість куль, ракет і мінометних снарядів для війни проти України. За даними джерела видання, два вантажні судна під російським прапором вийшли з іранського порту в січні, прямуючи до Росії через Каспійське море. Вони перевозили приблизно 100 млн куль і близько 300 тисяч снарядів.
Генсек НАТО Єнс Столтенберг не виключив, що Бахмут може бути захоплений російськими військами найближчими днями. Водночас він наголосив, що це необов'язково відображає якийсь переламний момент війни.

### 9 березня
Росіяни намагалися оточити Бахмут, наступали на Куп'янському, Лиманському, Бахмутському, Авдіївському та Шахтарському напрямках. За добу ЗСУ відбили на них 102 атаки загарбників. Росіяни обстріляли Херсон.

На Бахмутському напрямку ворог не припиняє штурмові дії міста Бахмут. ЗСУ відбили численні атаки в районах Залізнянського, Оріхово-Василівки, Дубово-Василівки, Бахмута та Іванівського. На Авдіївському та Шахтарському напрямках противник здійснив безуспішні наступальні дії неподалік населених пунктів Красногорівка, Кам'янка, Водяне, Сєверне, Первомайське, Невельське, Мар'їнка, Побєда, Новомихайлівка та Вугледар Донецької області. 

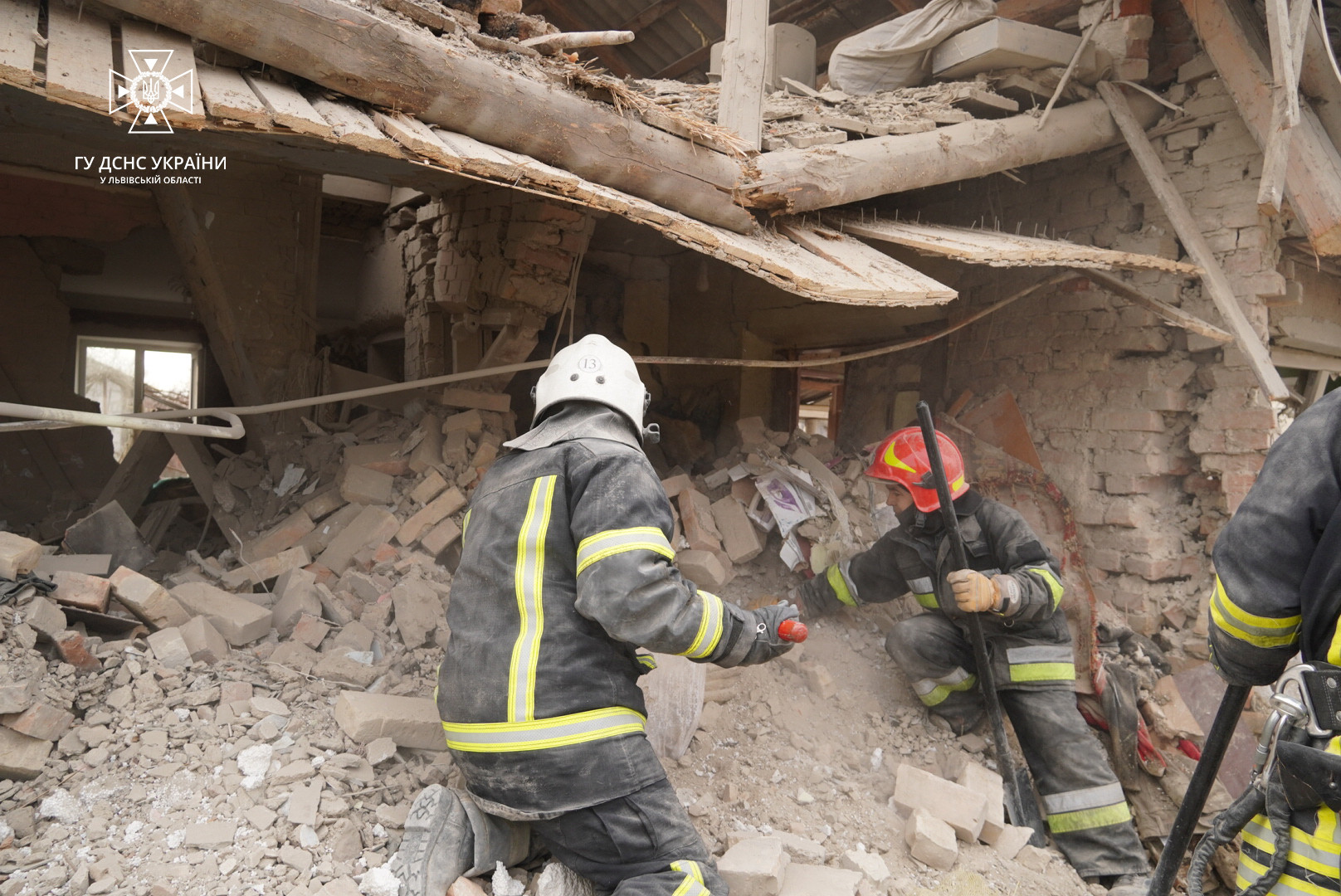
Зруйнований будинок у Львівській області

РФ завдала масованого ракетного удару по об'єктах критичної інфраструктури України та будинках цивільного населення.
Загалом протягом доби противник здійснив пуск 95 ракет різного базування. 34 ракети знищено захисниками України. Також росіяни завдали 31 авіаційного удару, зокрема, використали 8 БпЛА типу Shahed 136, половину яких збито. Здійснили 65 обстрілів з РСЗВ. З мінометів та артилерії російські окупанти завдали ударів по районам вздовж лінії фронту від Чернігівської до Херсонської областей.
В 5:50 в Києві пролунав вибух від прильоту балістичної ракети. Вибухи зафіксовано у Одесі, Миколаєві, Дніпрі, Харкові, Запоріжжі, Житомирі, Київській, Івано-Франківській, Хмельницькій, Тернопільській областях. Одещина. В облцентрі вдарили по енергетичній інфраструктурі, щонайменше 15 ударів по Харкову, влучання в енергетичні об'єкти міста та будинок в області. Введені екстрені відключення світла. В Києві відновлено електропостачання.
По Херсонській області, російські війська випустили понад 400 снарядів, відомо про чотирьох загиблих, серед поранених дитина.

### 10 березня

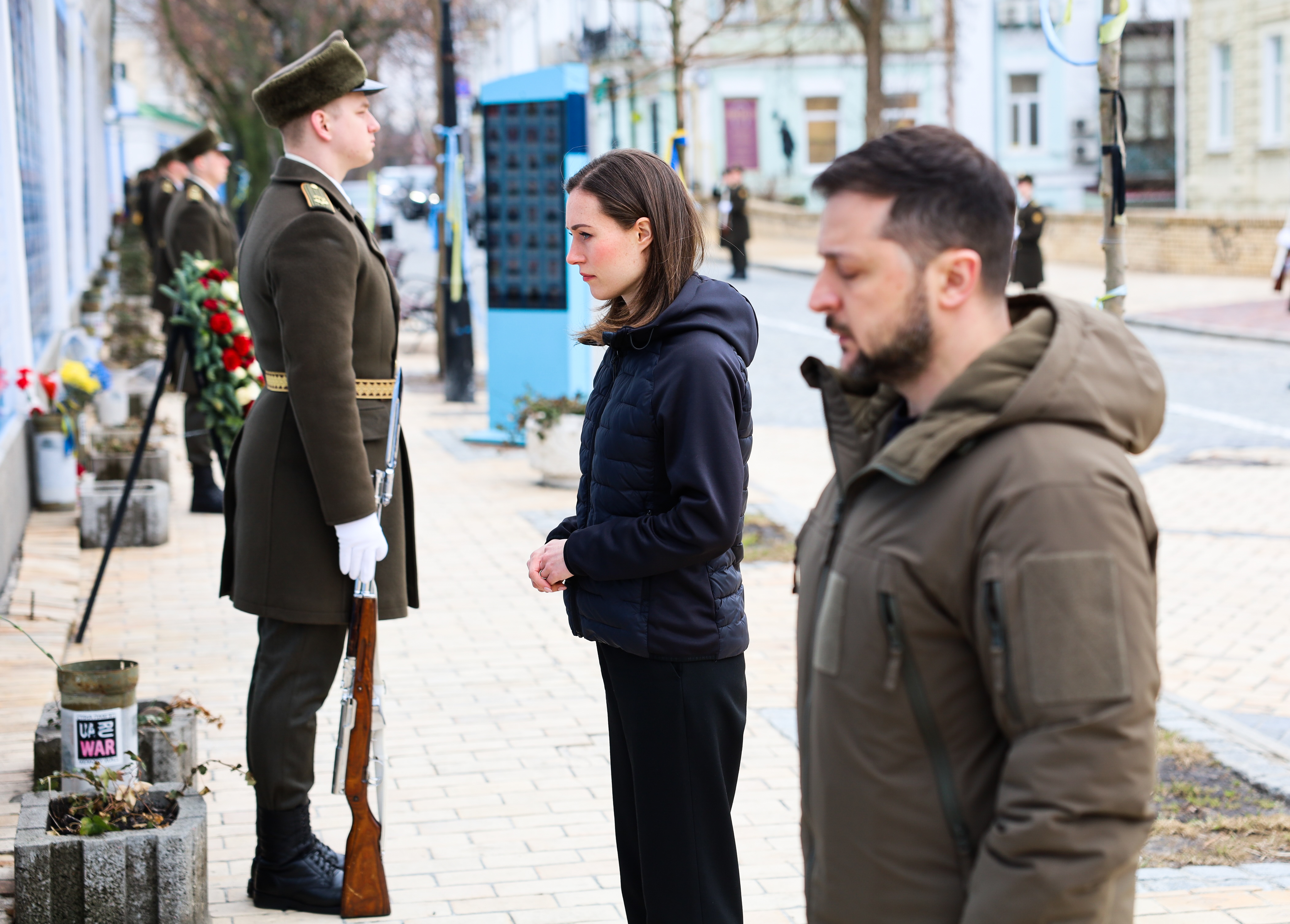
Прем'єр-міністр Фінляндії Санна Марін у Києві

Російські окупанти не полишали спроб щодо виходу на адміністративний кордон Донецької та Луганської областей. Основні зусилля зосереджували на веденні наступальних дій на Лиманському, Бахмутському, Авдіївському, Мар'їнському та Шахтарському напрямках. ЗСУ відбили понад 100 атак противника на зазначених напрямках.
На Лиманському напрямку противник вів наступальні дії у напрямку н.п. в Гряниківка, Масютівка, Невське, Кремінна, Білогорівка, Спірне та Федорівка. На Бахмутському напрямку ворог не припиняв штурмові дії — ЗСУ відбили численні атаки в районах населених пунктів Залізнянське, Парасковіївка, Дубово-Василівка, Бахмут, Богданівка та Іванівське. На Авдіївському, Мар'їнському та Шахтарському напрямках противник здійснив безуспішні наступальні дії в напрямках Кам'янки, Авдіївки, Тоненького, Сєверного, Водяного, Первомайського, Невельського, Красногорівки, Мар'їнки та Новомихайлівки на Донеччині.
Протягом доби російські загарбники завдали 29 авіаційних та 4 ракетних удари по Донецькій області. Також окупанти провели 100 обстрілів з РСЗВ Є поранені мирні громадяни та пошкоджено цивільну інфраструктуру і житлові будинки. З мінометів та артилерії російські окупанти завдали ударів по районам вздовж лінії фронту від Чернігівської до Херсонської областей, було обстріляно Запоріжжя.
Російські окупанти здійснили обстріл міста Костянтинівка Донецької області. Попередньо, застосували ЗРК С-300 та РСЗВ «Ураган». Поранення отримали 8 цивільних.

## 11— 20 березня 2023

### 11 березня
Основною метою російських окупантів протягом доби залишались спроби виходу на адміністративні кордони Донецької та Луганської областей. Для цього ворог зосереджував основні зусилля на веденні наступальних дій на Лиманському, Бахмутському, Авдіївському, Мар'їнському та Шахтарському напрямках. Завдяки професійним і злагодженим діям, ЗСУ відбили 92 атаки противника на зазначених напрямках.
На Бахмутському напрямку ворог не припиняв штурмові дії міста Бахмут.. На Авдіївському, Мар'їнському та Шахтарському напрямках противник здійснив спроби наступальних дій в напрямку населених пунктів Кам'янка, Сєверне, Первомайське, Невельське, Красногорівка та Мар'їнка Донецької.
Протягом доби противник завдав 12 авіаційних та 5 ракетних ударів, 2 з яких — по місту Запоріжжя. Російські окупанти застосували ЗРК С-300 по об'єкту цивільної інфраструктури. В результаті — зруйновано одну будівлю. Втрат та поранених серед цивільного населення немає. Окрім того, ворог здійснив 56 обстрілів з РСЗВ. Один з них — по об'єкту цивільної інфраструктури міста Херсон. Є жертви серед цивільного населення: двоє вбитих та троє поранених. З мінометів та артилерії російські окупанти завдали ударів по районам вздовж лінії фронту від Харківської до Херсонської областей.
Російські окупаційні війська зранку, обстріляли прикордонні райони Сумської області з артилерії. В районі села Рожковичі з 08:10 до 08:35 зафіксовано 23 влучання, імовірно, зі ствольної артилерії. Окупанти п'ять разів обстріляли Костянтинівку Донецької області. Одна людина загинула, ще троє дістали поранення.

### 12 березня
Незважаючи на значні втрати, російські окупанти продовжували наступальні дії на Лиманському, Бахмутському, Авдіївському, Мар'їнському та Шахтарському напрямках. Підрозділи Сил оборони відбили 102 атаки противника на зазначених напрямках.
На Куп'янському та Лиманському напрямках противник намагається прорвати оборону ЗСУ. Вів безуспішні наступальні дії у районах населених пунктів Дворічна, Невське, Червонопопівка, Кремінна, Діброва, Білогорівка та Верхньокам'янське. На Бахмутському напрямку російські загарбники не полишали спроб захопити місто Бахмут. Також ЗСУ відбили атаки противника в районах населених пунктів Васюківка, Міньківка, Оріхово-Василівка та Іванівське. На Авдіївському, Мар'їнському та Шахтарському напрямках противник здійснив безуспішні наступальні дії в районах населених пунктів Кам'янка, Авдіївка, Водяне, Сєверне, Первомайське, Мар'їнка та Побєда.
За добу противник завдав 3 ракетних удари, зокрема, і по об'єкту цивільної інфраструктури міста Слов'янськ Донецької області. Також ворог завдав 8 авіаційних ударів та здійснив 49 обстрілів з РСЗВ. З мінометів та артилерії російські окупанти завдали ударів по районам вздовж лінії фронту від Сумської до Херсонської областей,
Росіяни вночі обстріляли Очаків із РСЗВ з боку Кінбурської коси, спалахнуло кілька автомобілів. В тимчасово окупованому Бердянську сталася велика пожежа.

### 13 березня

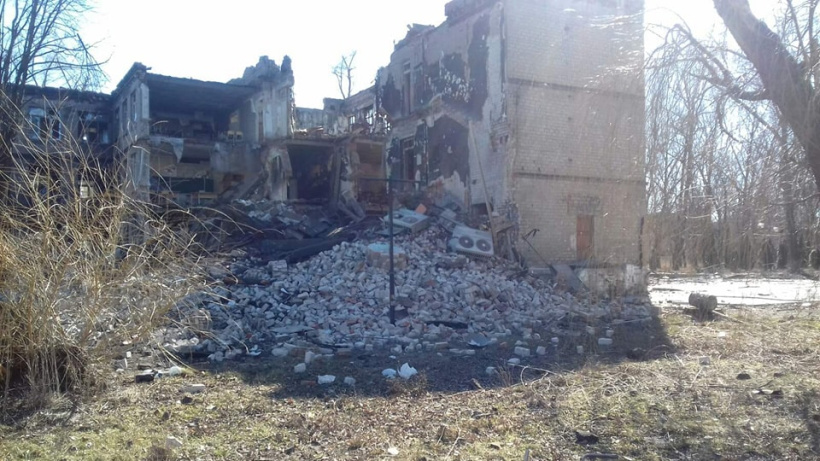
Школа в Авдіївці після обстрілу

Попри значні втрати, російський окупант продовжував наступальні дії на Лиманському, Бахмутському, Авдіївському, Мар'їнському та Шахтарському напрямках. Підрозділи Сил оборони відбили понад 100 ворожих атак на зазначених напрямках.
На Куп'янському та Лиманському напрямках противник намагається прорвати оборону наших військ. Вів безуспішні наступальні дії у районах населених пунктів Дворічна, Гряниківка, Невське, Червонопопівка, Кремінна, Діброва, Білогорівка та Берестове. На Бахмутському напрямку ворог не полишає спроб захопити місто Бахмут. Наші воїни відбили атаки противника в районах населених пунктів Васюківка, Міньківка, Оріхово-Василівка, Дубово-Василівка, Бахмут, Григорівка та Іванівське.. На Авдіївському, Мар'їнському та Шахтарському напрямках противник здійснив безуспішні наступальні дії в районах населених пунктів Кам'янка, Авдіївка, Сєверне, Первомайське, Невельське, Нетайлове, Мар'їнка, Побєда, Новомихайлівка та Вугледар.
За добу російські загарбики завдали 5 ракетних ударів, зокрема і по об'єктах цивільної інфраструктури Сумської та Донецької областей. Є загиблі та поранені мирні громадяни. Також ворог завдав 35 авіаційних ударів та здійснив 76 обстрілів з РСЗВ. З мінометів та артилерії російські окупанти завдали ударів по районам вздовж лінії фронту від Чернігівської до Херсонської областей,
Внаслідок російського обстрілу населеного пункту Куцурубської громади на Миколаївщині загинули дві людини, ще троє поранені, серед них є дитина.
Армія російської федерації завдала удару по школі в місті Авдіївка. Ванслідок обстрілу загинула місцева мешканка.
Був обстріляний гуртожиток аграрного ліцею село Зноб-Новгородське у Шосткинському районі Сумської області. В результаті обстрілу загинув 52-річний працівник навчального закладу, ще 2 цивільні особи зазнали поранень різного ступеню тяжкості.

### 14 березня
Росіяни наступали на Лиманському, Бахмутському, Авдіївському, Мар'їнському та Шахтарському напрямках. ЗСУ відбили понад 90 атак. На Бахмутському росіяни намагалися захопити Бахмут, ЗСУ відбили атаки в районах н.п. Ягідне, Хромове та Оріхово-Василівка. На Авдіївському, Мар'їнському та Шахтарському напрямках противник здійснив безуспішні наступальні дії в напрямку населених пунктів Кам'янка, Невельське, Новокалинове, Сєверне, Первомайське, Новомихайлівка, Побєда та Водяне Донецької області.

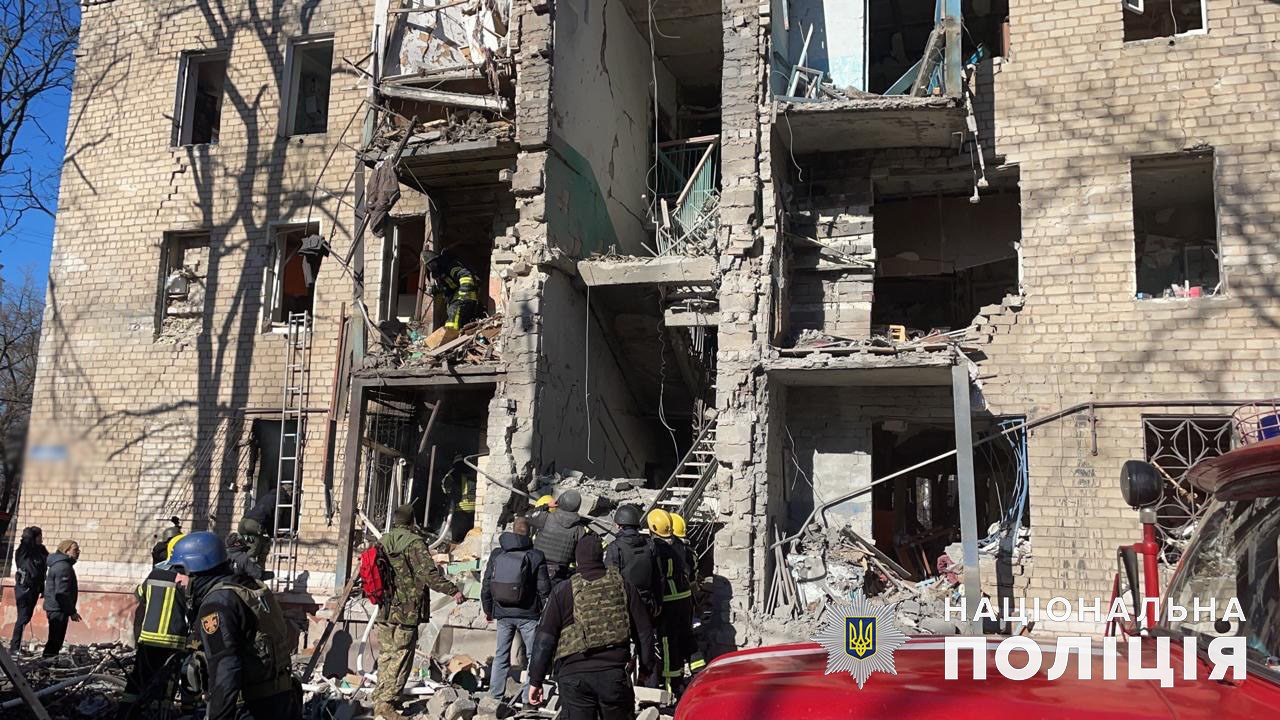
Будинок у Краматорську після удару ракетою Х-58

Росіяни завдали 40 авіаційних, 12 ракетних ударів та зробив понад 100 обстрілів з реактивних систем залпового вогню. Ракетами було атаковано Сумщину, завдано по Краматорську — пошкоджено триповерхову житлову будівлю, є загиблі і поранені серед місцевого населення. Ще один ракетний удар відбувся по місту Затока Одеської області — уламками ракети пошкоджено одну з будівель дитячого навчального закладу «Золота Рибка». Жертв та втрат серед місцевого населення немає. Також противник завдав ракетного удару по об'єкту цивільної інфраструктури населеного пункту Іванівка Херсонської області. Є постраждалі серед місцевого населення та пошкоджено як мінімум один приватний будинок. З мінометів та артилерії російські окупанти завдали ударів по районам вздовж лінії фронту від Чернігівської до Херсонської областей.
РФ збільшує кількість військ на Донеччині. На території прибережних турбаз та пансіонатів окупованого села Ялта Донецької області за останні кілька діб було розміщено додатково близько 1 тисячі військовослужбовців.
Російський винищувач Су-27 під час перехоплення пошкодив над Чорним морем американський розвідувально-ударний БпЛА MQ-9 Reaper внаслідок чого безпілотник довелося затопити.
Представник Білого дому заявив, що США продовжать робити те, що потрібно для забезпечення інтересів національної безпеки.
|              | Ми продовжуватимемо літати і діяти в міжнародному повітряному просторі над міжнародними водами. Чорне море не належить жодній країні. І ми збираємося продовжувати робити те, що необхідно для забезпечення інтересів нашої національної безпеки в цій частині світу |
| — Джон Кірбі | |

### 15 березня
Росіяни наступали на Лиманському, Бахмутському, Авдіївському, Мар'їнському та Шахтарському напрямках, здійснили 75 атак.
На Куп'янському та Лиманському напрямках противник наступав у районах Гряниківки, Білогорівки та Спірного, штурмували Бахмут. ЗСУ відбили атаки супротивника в районах населених пунктів Оріхово-Василівка та Богданівка. На Авдіївському, Мар'їнському та Шахтарському напрямках росіяни наступали в районах населених пунктів Степове, Кам'янка, Авдіївка, Сєверне, Нетайлове, Первомайське, Невельське, Мар'їнка та Вугледар.
Росіяни завдали 3 ракетних удари, зокрема, і по об'єкту цивільної інфраструктури Харкова та Олешків. Також ворог завдав 29 авіаційних ударів та здійснив 79 обстрілів з РСЗВ. З мінометів та артилерії російські окупанти завдали ударів по районам вздовж лінії фронту від Чернігівської до Херсонської областей.

### 16 березня
Росіяни атакували на Лиманському, Бахмутському, Авдіївському, Мар'їнському та Шахтарському напрямках, здійснили 70 атак.
Росіяни наступали в районах н.п. Гряниківка, Кремінна, Кузьмине, Верхньокам'янське та Спірне, штурмували Бахмут. Відбито атаки в районах н.п. Оріхово-Василівка, Бахмут, Іванівське та Григорівка. На Авдіївському, Мар'їнському та Шахтарському напрямках противник здійснив безуспішні наступальні дії в районах населених пунктів Кам'янка, Авдіївка, Первомайське, Невельське і Мар'їнка. На зазначеній ділянці фронту протягом минулої доби найбільше атак ворог здійснив в районі Мар'їнки — 12.
За добу росіяни завдали 5 ракетних та 18 авіаційних ударів, а також здійснив 73 обстріли з РСЗВ. Внаслідок чергового обстрілу Костянтинівки на Донеччині поранено 6 цивільних громадян, пошкоджені понад 20 будинків, школа та інші об'єкти цивільної інфраструктури. З мінометів та артилерії російські окупанти завдали ударів по районам вздовж лінії фронту від Чернігівської до Херсонської областей.
Російські окупанти обстріляли Костянтинівку з «Торнадо-С» та «Ураганів», поранення зазнали 6 людей, серед них іноземний волонтер.
Українські військові збили безпілотний літальний апарат китайського виробництва, Mugin-5 (ціною $15 тис.), що був модифікований для бойових дій.
За добу ворог біля Бахмута, Оріхова, Василівки, Богданівки, Іванівського намагався атакувати наші позиції 42 рази. Лише в районі самого Бахмута були 24 боєзіткнення. 256 разів обстрілював різними типами артилерії і РСЗВ наші пузиції на ділянці Бахмутського фронту. 53 обстріли відбулися лише в районі самого населеного пункту Бахмут.

### 17 березня
Росіяни намагалися вийти на кордони Донецької та Луганської областей, наступали на Лиманському, Бахмутському, Авдіївському, Мар'їнському та Шахтарському напрямках. Завдяки професійним і злагодженим діям, ЗСУ відбито понад 100 атак противника на зазначених напрямках.
Ворог продовжив штурм Бахмуту, ЗСУ відбили атаки в районах Кліщіївки та Іванівського. На Авдіївському, Мар'їнському та Шахтарському напрямках противник здійснив безуспішні наступальні дії в напрямку населених пунктів Кам'янка, Невельське, Авдіївка, Мар'їнка, Сєверне та Первомайське Донецької області.
Противник завдав 34 авіаційних удари. 11 з них із застосуванням БПЛА «Шахед-136». 10 цих БпЛА було знищено нашими підрозділами ППО, але один, на жаль, влучив в об'єкт промислової інфраструктури. На щастя, жертв серед цивільного населення немає. Також противник завдав одного ракетного удару та здійснив 57 обстрілів з РСЗВ. Один з них — по населеному пункту Велетенське Херсонської області. Уламками пошкоджено 7 приватних будинків та будівля місцевого дитячого садочка.

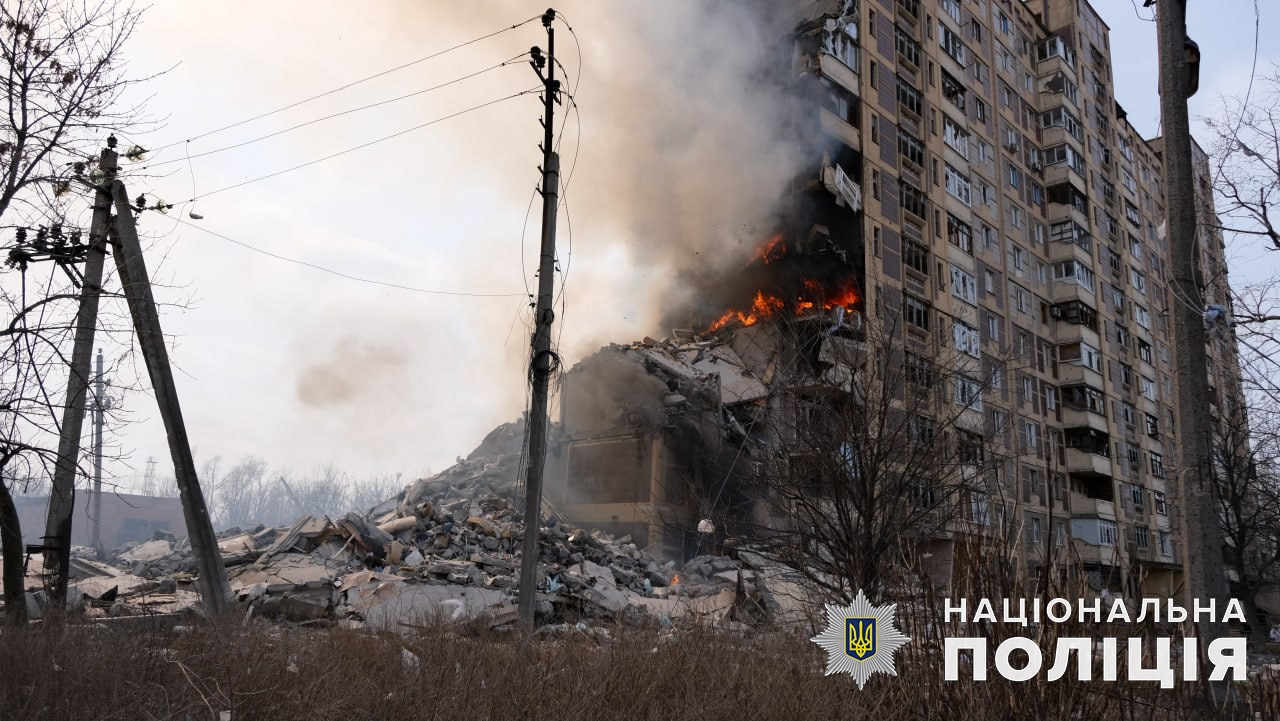
Будинок в Авдіївці після удару

Російські окупанти завдали по Авдіївці Донецької області чотири авіаудари. За добу в регіоні двоє людей загинули, 8 отримали поранення.
Ввечері були застосовані дрони Shahed-136 по Київській та Дніпровській області. Зафіксовані влучання в об'єкти критичної інфраструктури Новомосковську. Сили протиповітряної оборони знищили 11 з 16 шахедів, які росія ввечері запустила по Україні. Атака здійснювалась з двох напрямків — із східного узбережжя Азовського моря та з Брянської області.
Міжнародний кримінальний суд (МКС) в Гаазі видав ордери на арешт президента Росії Володимира Путіна та уповноваженого при президенті Росії з прав дитини Марії Олексіївни Львової-Бєлової

### 18 березня
Росіяни наступали в Донецькій та Луганській областях, зокрема, на Лиманському, Бахмутському, Авдіївському, Мар'їнському та Шахтарському напрямках. ЗСУ відбили 83 атаки на цій ділянці фронту. Епіцентром бойових дій залишається Бахмут.
На Куп'янському та Лиманському напрямках росіяни намагалися прорвати оборону ЗСУ, наступали близ н.п. Кремінна, Діброва, Верхньокам'янське та Спірне. На Бахмутському напрямку ЗСУ відбили атаки у північній частині Бахмута, а також в районах населених пунктів Оріхово-Василівка, Григорівка та Богданівка. На Авдіївському, Мар'їнському та Шахтарському напрямках противник здійснив безуспішні наступальні дії в районах населених пунктів Красногорівка, Кам'янка, Авдіївка, Водяне, Первомайське. а також Мар'їнка, яку окупанти атакували 15 разів.
За добу ворог завдав 11 ракетних ударів, 4 з них — по об'єктах цивільної інфраструктури міста Запоріжжя. Також зафіксовано 16 авіаційних ударів та 99 обстрілів з РСЗВ з боку окупантів. З мінометів та артилерії російські окупанти завдали ударів по районам вздовж лінії фронту від Чернігівської до Херсонської областей

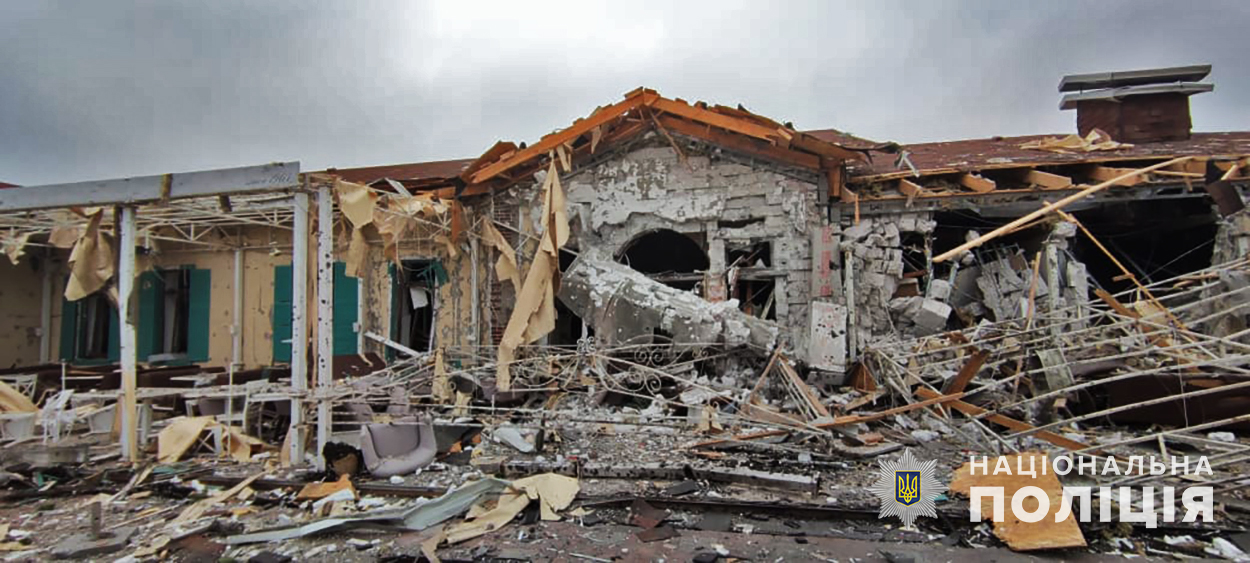
Зруйнований ресторан у Запоріжжі

Вночі було завдано масованого ракетного удару з комплексу С-300 по закладу громадського харчування в Запоріжжі.
Росіяни обстріляли Краматорськ касетними боєприпасами. Двоє осіб загинуло й 5 дістали поранень.
Львівщину атакувало шість дронів-камікадзе типу Shahed 136. Три збили сили ППО. Ще три безпілотники влучили в нежитлові приміщення у Яворівському районі.
Близько першої ночі російські військові обстріляли смт. Нью-Йорк на Донеччині. В результаті було пошкоджено будинки та дорогу.

### 19 березня
Росіяни наступали на Лиманському, Бахмутському, Авдіївському, Мар'їнському та Шахтарському напрямках. Протягом доби ЗСУ відбили 69 атак противника на зазначених напрямках. Епіцентром бойових дій залишається Бахмут.
На Куп'янському та Лиманському напрямках ворог наступав у районі н.п. Новоселівське, Кремінна та Білогорівка. На Бахмутському напрямку ЗСУ відбили атаки в районах н.п. Бахмут, Іванівське, Богданівка та Григорівка. На Авдіївському, Мар'їнському та Шахтарському напрямках супротивник наступав у районах Кам'янки, Авдіївки, Сєверного, Водяного, Бердичів та Мар'їнки.
Російські окупанти завдали 6 ракетних та 13 авіаційних ударів, здійснил 56 обстрілів з РСЗВ, зокрема, по цивільній інфраструктурі Донецької та Запорізької областей. Є загиблі та поранені мирні громадяни, пошкоджено об'єкти цивільної інфраструктури. З мінометів та артилерії російські окупанти завдали ударів по районам вздовж лінії фронту від Чернігівської до Херсонської областей.
Російські окупанти з «Градів» вдарили по Запорізькій області, троє людей загинули у Кам'янському, є постраждалі. До цього дня з Часового Яру було евакуйовано всіх дітей.

### 20 березня
Росіяни намагалися вийти на кордони Донецької та Луганської областей, наступали на Лиманському, Бахмутському, Авдіївському, Мар'їнському та Шахтарському напрямках. Завдяки професійним і злагодженим діям, ЗСУ відбили понад 120 атак окупантів на зазначених напрямках.
На Куп'янському та Лиманському напрямках ворог вів безуспішні наступальні дії у напрямку Новоселівського. На Бахмутському напрямку окупанти не припиняють штурмові дії міста Бахмут. В той же час, наші воїни відбили атаки противника в районах населених пунктів Богданівка, Іванівське, Предтечине та Північне. На Авдіївському, Мар'їнському та Шахтарському напрямках противник безуспішно намагався наступати в напрямку населених пунктів Бердичі, Авдіївка, Сєверне, Первомайське та Новомихайлівка Донецької області.
Протягом доби противник завдав 21 авіаційний та 9 ракетних ударів. Один з них —  по місту Слов'янськ. Втрат серед жителів немає. Інший ракетний удар прийшовся на Краматорськ, по об'єкту цивільної інфраструктури. Пошкоджено 7 багатоповерхівок та 3 приватні авто. Серед цивільного населення втрат, на щастя, немає. Також ворог здійснив 57 обстрілів з РСЗВ. З мінометів та артилерії російські окупанти завдали ударів по районам вздовж лінії фронту від Чернігівської до Херсонської областей
Після 22-00 відбулися масовані падіння БПЛА на території окупованого Джанкоя. ГУР міноборони України заявило, що внаслідок вибуху в Джанкої на півночі Кримського півострова було знищено російські крилаті ракети, призначені для використання Чорноморським флотом РФ. Окупаційна влада ввела режим НС у місті.
Заступниця міністра оборони Ганна Маляр сказала, що мобілізованих, які не проходили військової служби, спершу направляють до навчальних центрів, і підготовка відбувається за скороченими термінами без зниження якості.

## 21— 31 березня 2023

### 21 березня

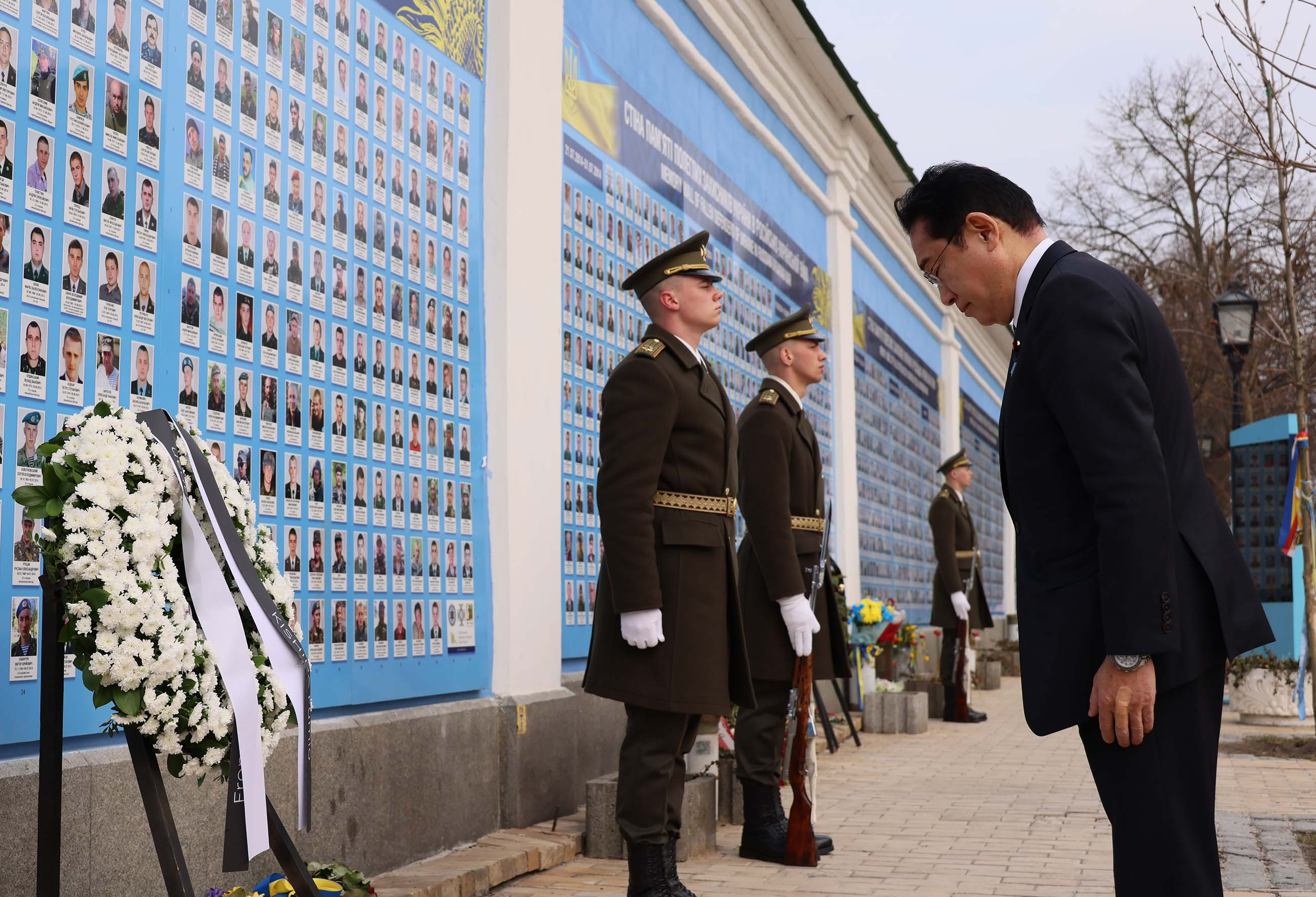
Прем'єр-міністр Японії Фуміо Кісіда вшановує загиблих бійців. Київ, 21.03.2023

Росія веде наступальні дії на Лиманському, Бахмутському, Авдіївському, Мар'їнському та Шахтарському напрямках, на інших — обороняється. ЗСУ відбили 114 ворожих атак на східній ділянці фронту.

На Куп'янському та Лиманському напрямках противник продовжує спроби зламати нашу оборону. Вів безуспішні наступальні дії у районах населених пунктів Кремінна, Діброва, Білогорівка та Веселе. На Бахмутському напрямку ЗСУ цілодобово відбивали численні атаки противника в районах населених пунктів Оріхово-Василівка, Григорівка, Богданівка, Іванівське, Бахмут, Кліщіївка та Майорськ. На Авдіївському, Мар'їнському та Шахтарському напрямках противник здійснив наступальні дії в районах Новобахмутівки, Новокалинового, Красногорівки, Степового, Бердичів, Авдіївки, Сєверного, Водяного, Первомайського, Мар'їнки та Побєди — успіху не мав. Майже 20 невдалих спроб наступу було здійснено ворогом в районі Мар'їнки.

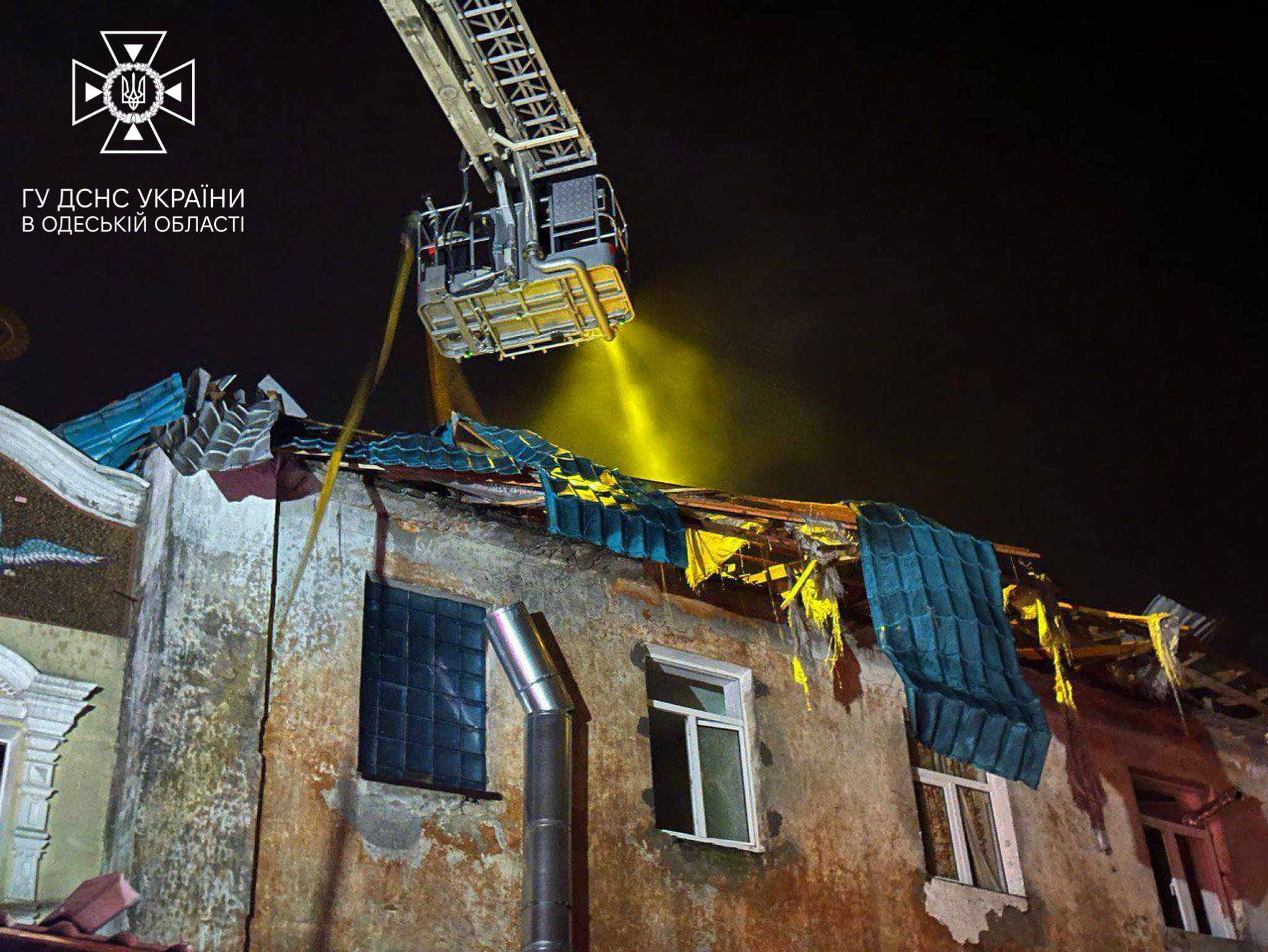
Гуртожиток монастиря УПЦ МП в Одесі після російського обстрілу 21 березня

За добу російські окупанти завдали 10 ракетних та 32 авіаційних удари, а також здійснили 90 обстрілів з РСЗВ, зокрема, по цивільних об'єктах. З мінометів та артилерії російські окупанти завдали ударів по районам вздовж лінії фронту від Чернігівської до Херсонської областей.
Унаслідок численних обстрілів російськими окупантами Часового Яру Донецької області зазнали пошкоджень 15 приватних і багатоповерхових житлових будинків, також є постраждалі, внаслідок обстрілу окупантів загинула подружня пара.
Близько 19:40 у небі над Одещиною протиповітряна оборона збила дві керовані авіаційні ракети Х-59, котрі були випущені російськими винищувачами Су-35 з акваторії Чорного моря, частково пошкоджено цивільний будинок. є постраждалі.

### 22 березня

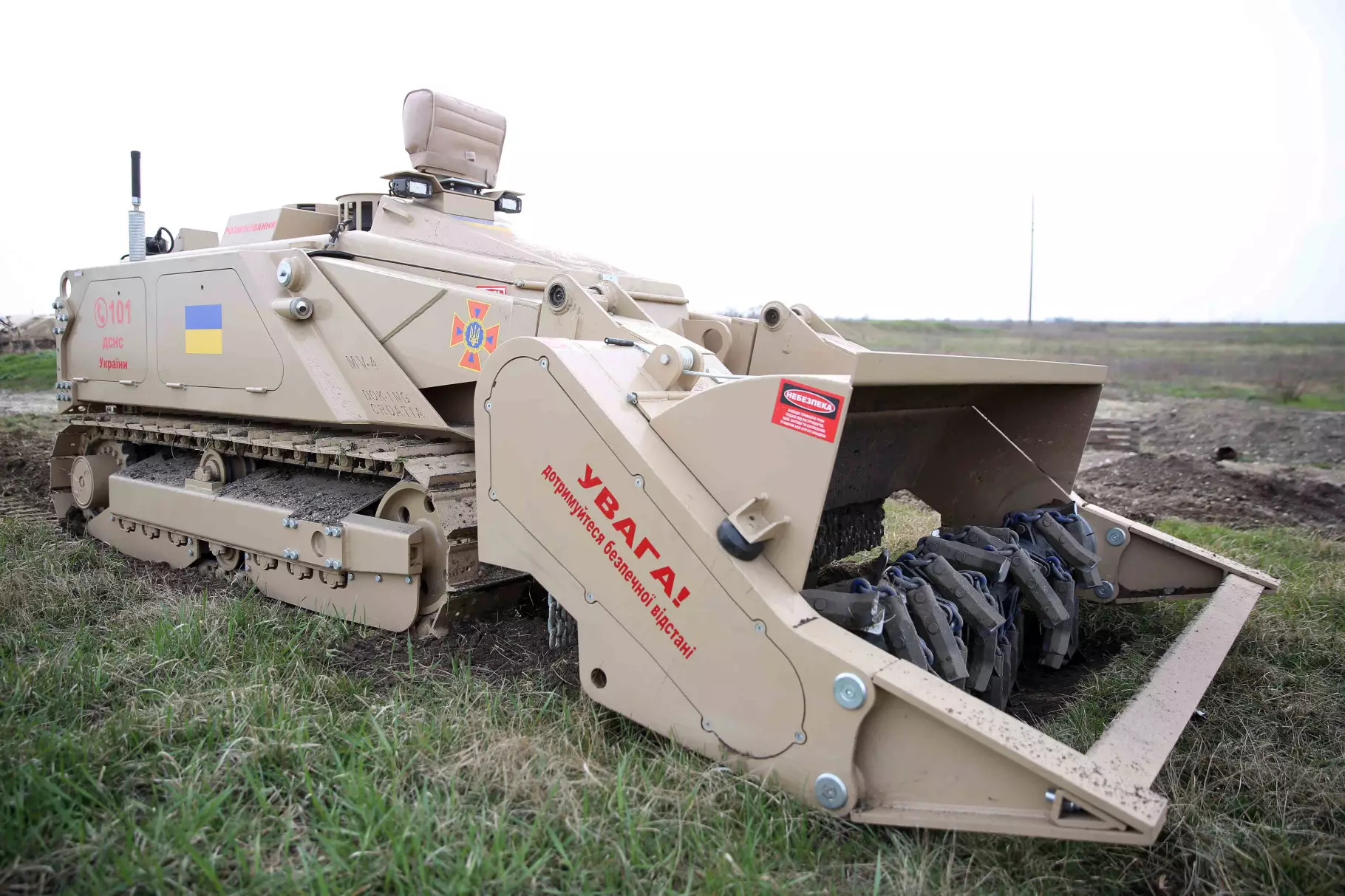
Машина для розмінування працює в Херсонській області

РФ наступала на Лиманському, Бахмутському, Авдіївському, Мар'їнському та Шахтарському напрямках, на інших — обороняється, ЗСУ відбили 83 атаки на східній ділянці фронту.
На Куп'янському та Лиманському напрямках противник вів безуспішні наступальні дії у районах н.п. Макіївка, Білогорівка та Верхньокамянське. На Бахмутському напрямку ЗСУ цілодобово відбивають численні атаки противника в районах Бахмута, Богданівки та Предтечиного. На Авдіївському, Мар'їнському та Шахтарському напрямках противник здійснив наступальні дії в районах н.п. Новокалинове, Степове, Бердичі, Авдіївка, Ласточкине, Сєверне, Водяне, Первомайське, Мар'їнка та Побєда — успіху не мав.

Росіяни завдали ракетного удару по Запоріжжю. російські ракети влучили у житловий багатоповерховий будинок. Є загиблі і поранені серед цивільних громадян. Також ворог завдав 48 авіаційних ударів, зокрема, по цивільних об'єктах критичної інфраструктури на  Житомирщині та Київщини. Окупанти використали 21 БпЛА типу Шахед-136 з Брянської області російської федерації, 16 з цих дронів збито. Внаслідок ударів ворожих БпЛА є загиблі і поранені серед цивільних громадян. Також, загарбники здійснили 75 обстрілів з РСЗВ. З мінометів та артилерії російські окупанти завдали ударів по районам вздовж лінії фронту від Чернігівської до Херсонської областей.

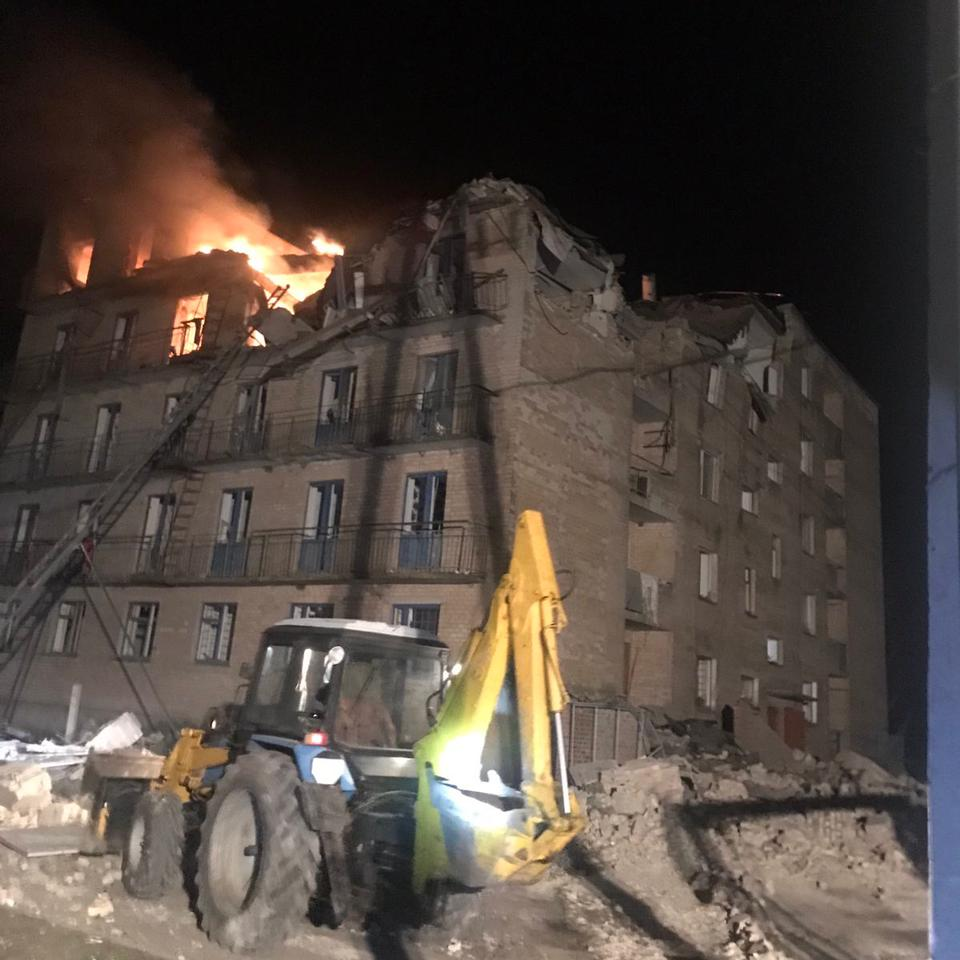
Гуртожиток у Ржищеві (Київська область) після російської атаки дронами

Вночі з 21 на 22 березня було здійснена масована атака дронами Shahed-131 / Shahed-136. Було збито 16 із 21 БПЛА. ППО працювало в Київській, Хмельницькій та Житомирській областей. Було зафіксоване потрапляння дрону по гуртожитку в Ржищеві, Київської області, 9 людей загинуло.
Вдень окупанти завдали ракетного удару по Запоріжжю, у житлову багатоповерхівку у спальному районі міста влучили дві ракети. Духовний глава православних християн світу Варфоломій заявив, що РПЦ розділяє відповідальність за конфлікт в Україні, але він готовий допомогти в післявоєнному «духовному відродженні» Росії.

### 23 березня
Росіяни наступали на Лиманському, Бахмутському, Авдіївському, Мар'їнському та Шахтарському напрямках, ЗСУ відбили 79 атак противника.
На Бахмутському напрямку ворог не припиняв штурм Бахмута, станом на цей день у місті залишалися три тисячі цивільних, серед них щонайменше 32 дитини. Частина людей ховалася від рятувальників, не бажаючи покидати місто.
В районі Бахмута відбулося найбільше бойових зіткнень на зазначеному напрямку протягом минулої доби. Також було відбито атаки противника в районах н.п. Оріхово-Василівка, Богданівка та Предтечине Донецької області. На Авдіївському, Мар'їнському та Шахтарському напрямках противник здійснив безуспішні наступальні дії в напрямку населених пунктів Новокалинове, Новобахмутівка, Степове, Авдіївка, Сєверне, Первомайське, Мар'їнка та Новомихайлівка Донецької області.
Протягом доби російські окупанти завдали 37 авіаційних та 4 ракетних удари, один з яких — по Краматорську. Також ворог здійснив 82 обстріли з РСЗВ. З мінометів та артилерії російські окупанти завдали ударів по районам вздовж лінії фронту від Чернігівської до Херсонської областей.

Російські загарбники вночі завдали ракетного удару по Краматорську Донецької області. Пошкоджено котельню, 7 приватних будинків, будівлю садка та амбулаторію. Обстріли Херсонської області: в Херсоні пошкоджено (вчетверте) обласний кардіологічний центр, в Бериславі частково зруйновано райдержадміністрацію, були влучання по краєзнавчому музею, житловому будинку, редакції газети тощо.

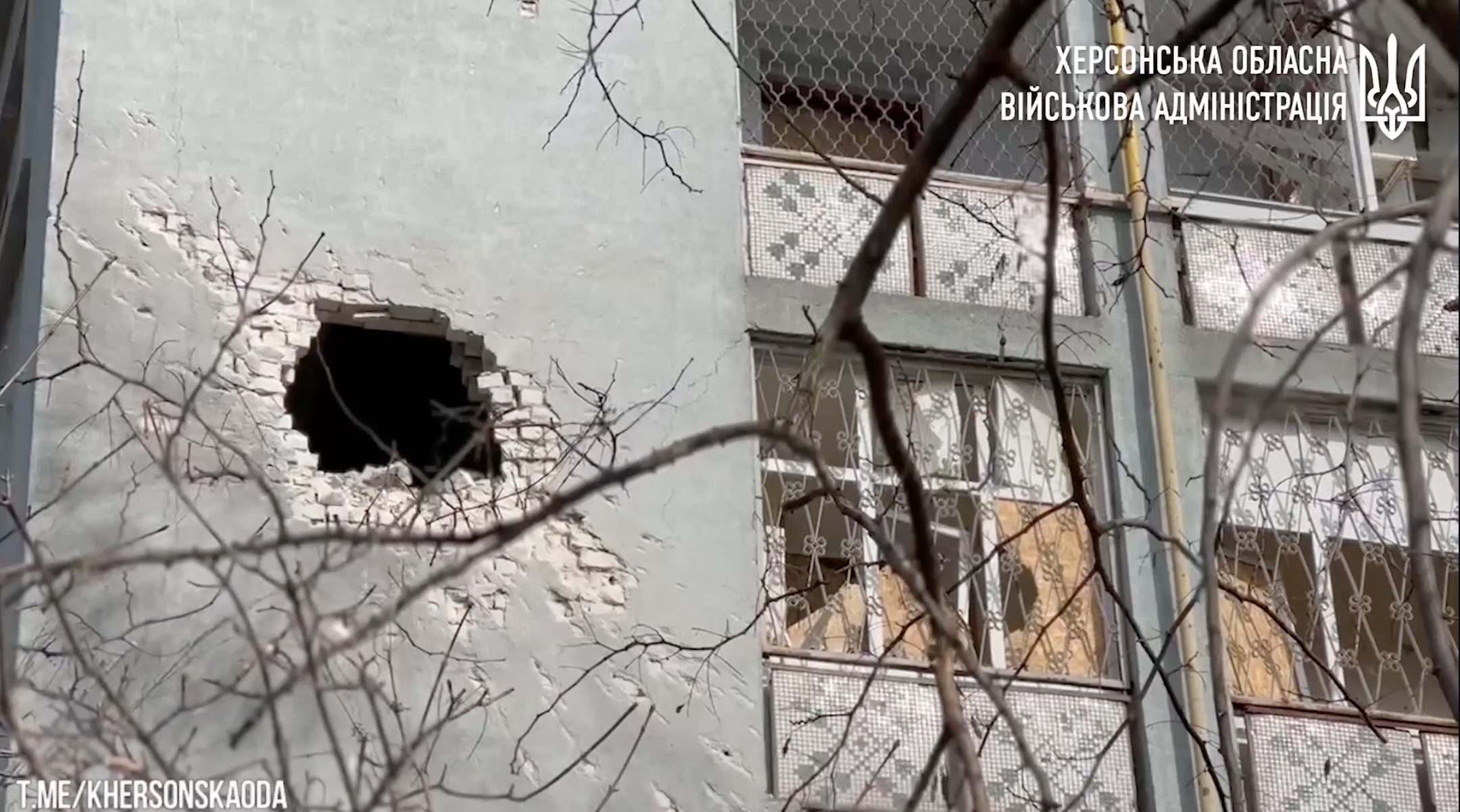
Херсонський обласний кардіологічний центр після обстрілу

Генеральний прокурор Андрій Костін з секретарем МКС Пітером Льюїсом підписали в Гаазі угоду про відкриття представництва Міжнародного кримінального суду в Україні.
|                 | Це лише початок, але вагомий початок. Переконаний, ми не зупинимося, допоки всі винні у міжнародних злочинах, скоєних проти України, не будуть притягнуті до відповідальності. Включно з вищим військово-політичним керівництвом злочинного режиму рф |
| — Андрій Костін | |

### 24 березня
Росіяни наступали на Лиманському, Бахмутському, Авдіївському, Мар'їнському та Шахтарському напрямках. ЗСУ відбили на них 59 атак противника, протягом доби було ліквідовано 1020 російських військових, суму підтверджених олетальних втрат ворога сягнула 169 тис..
На Куп'янському та Лиманському напрямках противник вів безуспішні наступальні дії в районі Серебрянського лісництва та поблизу н.п. Гряниківка, Синьківка, Діброва, Білогорівка і Спірне. На Бахмутському напрямку ворог продовжує штурмові дії міста Бахмут, а також в районах Оріхово-Василівки, Богданівки, Іванівського та Ступочок Донецької області. На Авдіївському, Мар'їнському та Шахтарському напрямках противник вів безуспішні наступальні дії в напрямку н.п. Керамік, Степове, Авдіївка, Сєверне, Марїнка, Новомихайлівка та Вугледар. РФ обстріляла «Пункт незламності» в Костянтинівці, загинуло троє переселенців, двох було поранено.
Протягом доби російська федерація  завдала 50 авіаційних та 11 ракетних ударів, здійснила 75 обстрілів з РСЗВ по позиціях наших військ та цивільній інфраструктурі населених пунктів, загинули мирні люди. З мінометів та артилерії російські окупанти завдали ударів по районам вздовж лінії фронту від Чернігівської до Херсонської областей.
У районі Кривого Рогу о 4 ранку зафіксовані влучання дронами камікадзе по житловій інфраструктурі. 5 БпЛА влучили і 1 безпілотник збили військові з ПК «Схід».

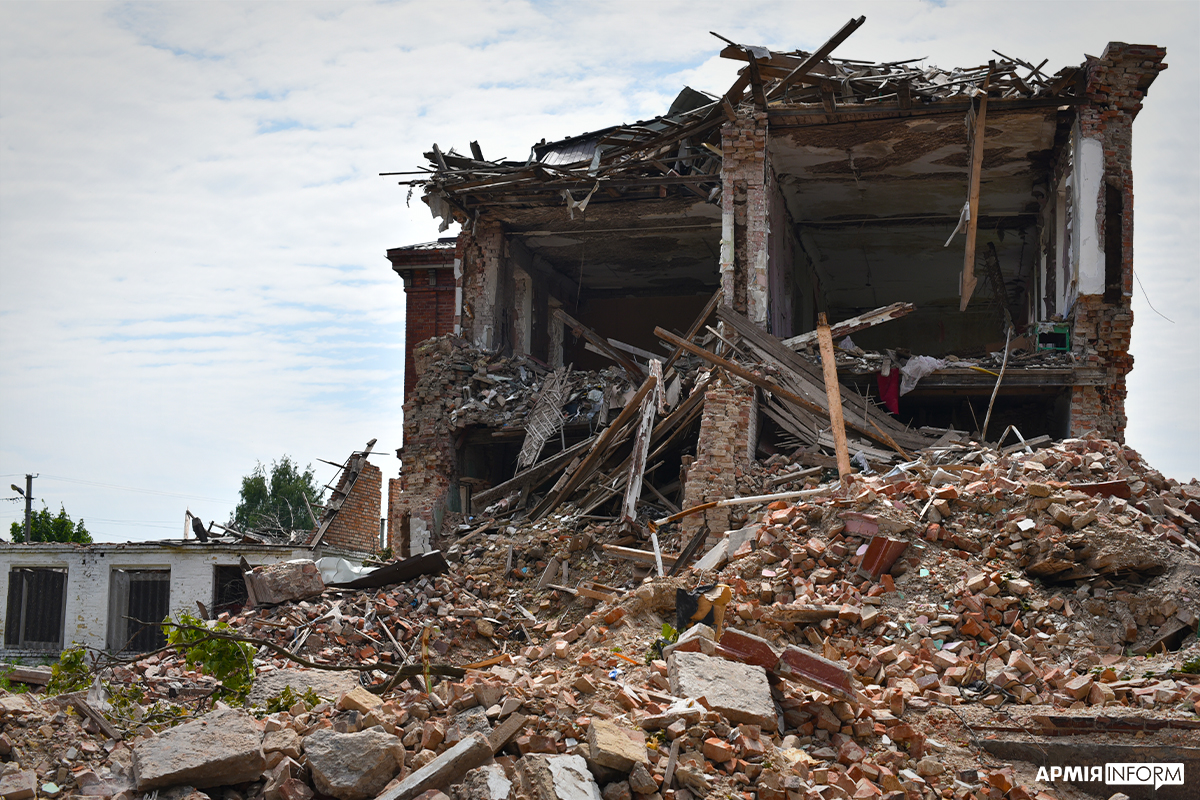
Гімназія №4 Білопілля (Сумська область) після бомбардування

Вночі було здійснено масований обстріл 10 авіаційними бомбами території Сумщини. Постраждали Білопілля (де загинули двоє людей та зруйновано кілька будівель) та ще кілька населених пунктів.
Російські окупанти разів обстріляли Херсон з артилерії та «Градів», загинуло двоє людей, ще шестеро поранені. Під час обміну тілами загиблих окупанти передали 83 тіла загиблих захисників.

### 25 березня
Росіяни надалі зосереджували основні зусилля на веденні наступальних дій на Лиманському, Бахмутському, Авдіївському та Мар'їнському напрямках. На них ЗСУ відбили понад 85 атак загарбників.
Протягом доби окупанти завдали 34 авіаційних та 4 ракетних удари, здійснили понад 70 обстрілів з РСЗВ, зокрема, цивільній інфраструктурі населених пунктів. Є поранені серед мирного населення. З мінометів та артилерії російські окупанти завдали ударів по районам вздовж лінії фронту від Чернігівської до Херсонської областей.
Окупанти вдарили по пункту видачі гуманітарної допомоги в Херсоні, поранено дві людини.
Російські окупанти обстрілювали прикордонні населені пункти Харківського, Куп'янського, Чугуївського й Богодухівського районів Харківської області. В селах Куп'янськ, Вовчанськ, Стрілеча руйнування зазнали приватні домівки, одна людина загинула.

### 26 березня
Український штаб повідомив, що РФ зосередилася на атаках на Куп'янському, Лиманському, Бахмутському, Авдіївському та Мар'їнському напрямках, де було відбито 60 обстрілів. На Куп'янському та Лиманському напрямках росіяни здійснили невдалі обстріли в районі населених пунктів Синьківка, Білогорівка та Веселе. На Бахмутському напрямку тривають обстріли Бахмута, а також районів Богданівки та Іванівки. На Авдіївському та Мар'їнському напрямках російсько-терористичні війська здійснили невдалі обстріли у напрямку Новобахмутівки, Новокалинового, Авдіївки, Північного, Первомайського, Невельського, Красногорівки та Мар'їнки. Протягом дня Росія здійснила два ракетних обстріли, 23 авіаудари та 38 обстрілів з реактивних систем залпового вогню по українських позиціях та об'єктах цивільної інфраструктури. Українська авіація завдала три авіаудари по місцях зосередження, а артилерія обстріляла один блокпост, чотири місця зосередження, станцію радіоелектронної боротьби та склад боєприпасів. Український штаб також повідомив, що російські війська продовжують зазнавати значних втрат; наприклад, у Троїцькому за останню добу до моргу центральної районної лікарні було доставлено близько 100 тіл загиблих росіян, а близько 140 важкопоранених солдатів були доставлені в лікарню.
Протягом доби противник завдав 2 ракетних та 23 авіаційних удари, здійснив 38 обстрілів з РСЗВ по позиціях наших військ та цивільній інфраструктурі населених пунктів. З мінометів та артилерії російські окупанти завдали ударів по районам вздовж лінії фронту від Сумської до Херсонської областей.
На думку ISW, президент Путін не бажає вести переговори і не визнає реальної ситуації на фронті, переслідуючи ті ж цілі, які він ставив на початку вторгнення в Україну. Тим часом, росіяни здійснили обмежені атаки на лінії Сватово-Кремінна та продовжують наступати вздовж лінії Авдіївка-Донецьк, досягнувши незначного прогресу в Мар'їнці. Речник АПУ з питань АТО Сергій Череватий повідомив, що на Куп'янсько-Лиманському напрямку відбулося 10 боїв між російськими та українськими силами. Російські війська також продовжили атаки на Бахмут та регулярні обстріли Запорізької, Херсонської та Дніпропетровської областей. Прес-секретар південноукраїнської армії заявив, що у російських військ на півдні України закінчуються запаси ракет і безпілотників. Крім того, російські джерела повідомили про формування добровольчого батальйону «Ураган», іррегулярного формування 1-ї диверсійно-розвідувальної бригади «Вовки», що діє в районі Авдіївки .
Російські війська завдали ракетного авіаудару по Авдіївці на Донеччині. Ворожі ракети уразили дві багатоповерхівки.

### 27 березня

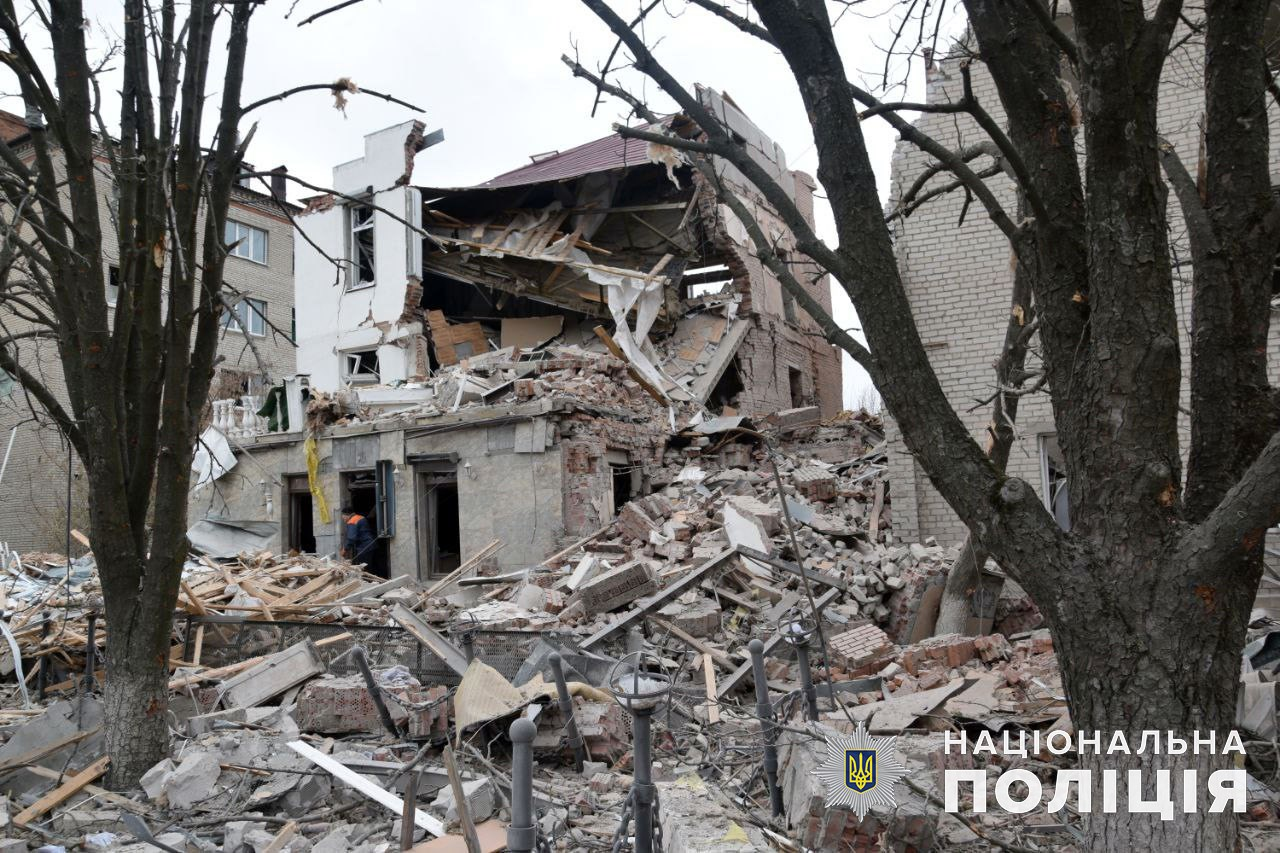
Будинок у Слов'янську після обстрілу

Російські загарбники зосереджували основні зусилля на веденні наступальних дій на Лиманському, Бахмутському, Авдіївському та Мар'їнському напрямках. Найзапекліші бої тривають за Бахмут, Авдіївку та Мар'їнку. Підрозділами Сил оборони України відбито 62 атаки противника на зазначених напрямках.
Протягом доби росіяни завдали 24 авіаційних та 12 ракетних ударів, здійснили 55 обстрілів з РСЗВ. З мінометів та артилерії російські окупанти завдали ударів по районам вздовж лінії фронту від Чернігівської до Херсонської областей.
В Херсонській області, у місті Берислав, від авіаційного удару противника постраждав цивільний об'єкт.
Вночі для завдання авіаударів противник задіяв 15 ударних БпЛА типу «Шахед-136». 14 з них знищено ППО ЗСУ.
В 10:30 російські окупанти завдали удару комплексами С-300 по Слов'янську, 2 людини загинули, 32 поранені, зруйновані адміністративні та офісні будівлі, офісні будівлі, 5 багатоповерхових і 7 приватних будинків, 10 автомобілів.

### 28 березня

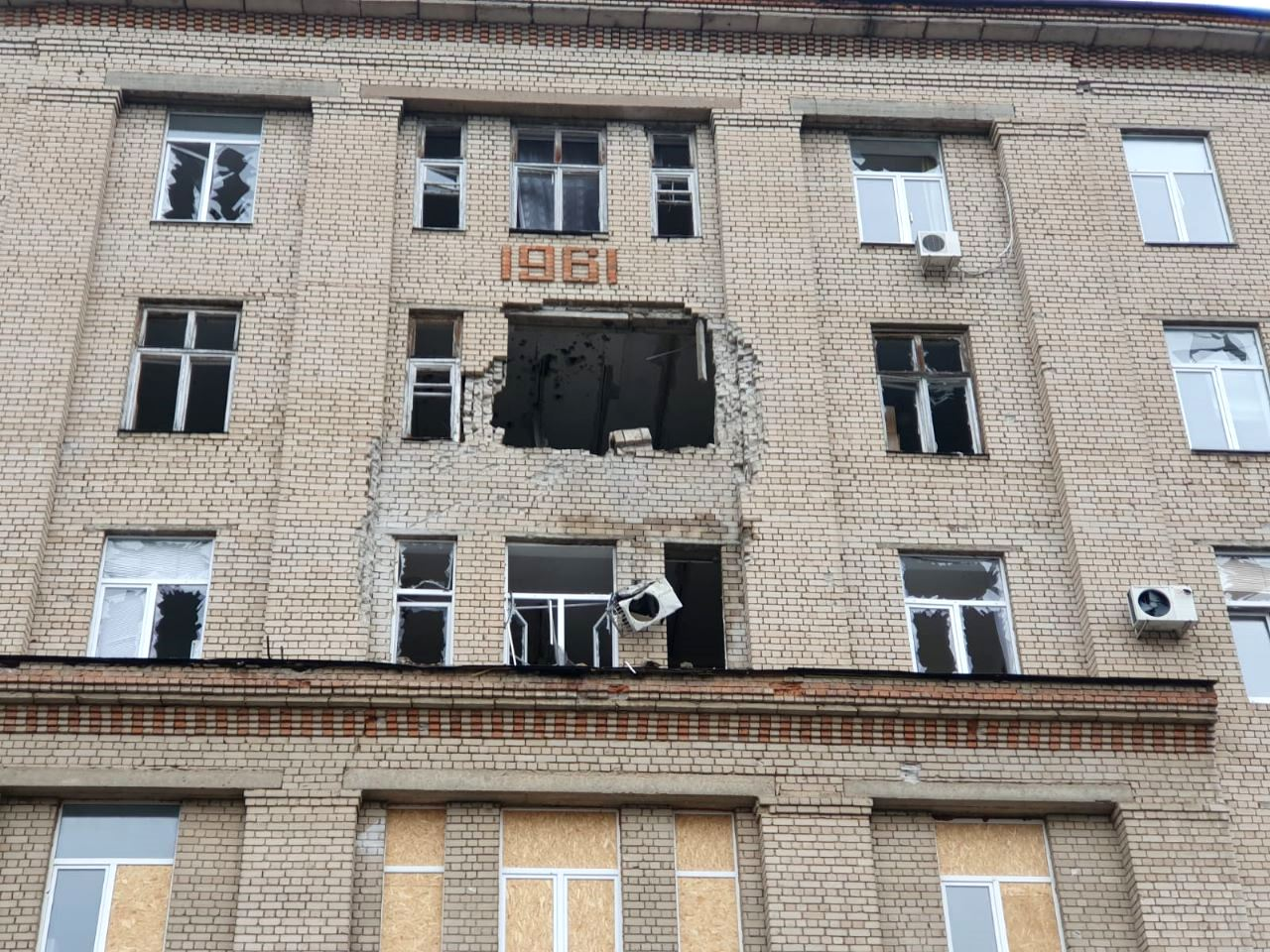
Херсонська міська лікарня імені О. С. Лучанського після обстрілу

Російські окупанти зосереджували основні зусилля на веденні наступальних дій на Лиманському, Бахмутському, Авдіївському та Мар'їнському напрямках. В епіцентрі бойових дій залишаються Білогорівка, Бахмут, Авдіївка, Мар'їнка та їх околиці. ЗСУ відбили 57 атак противника на зазначених напрямках.
Протягом доби росіяни завдали 18 авіаційних та 3 ракетних ударів, здійснили 50 обстрілів з РСЗВ по позиціях наших військ та цивільній інфраструктурі населених пунктів. З мінометів та артилерії російські окупанти завдали ударів по районам вздовж лінії фронту від Сумської до Херсонської областей.
28 березня, внаслідок ракетного удару по інфраструктурі міста Богодухів Харківської області, постраждали цивільні люди, пошкоджені приватні будинки, в Краматорську РФ атакували школу, дитсадок і підприємство.
Був нанесений авіаудар по Білопіллю Сумської області. Пошкоджена громадська споруда та два приватних будинки, одна людина постраждала.
Обстрілом Херсона пошкоджена лікарня ім. Лучанського та будівля «Укрпошти».

### 29 березня
Росіяни зосереджували основні зусилля на веденні наступальних дій на Лиманському, Бахмутському, Авдіївському та Мар'їнському напрямках. Підрозділи Сил оборони України відбили на них понад 60 атак противника. В епіцентрі бойових дій залишаються Білогорівка, Бахмут, Авдіївка та Мар'їнка.
На Лиманському напрямку протягом доби противник вів безуспішні наступальні дії в районах Стельмахівки та Виїмки. На Бахмутському напрямку ворог продовжує штурм Бахмута. В ході штурмових дій противника наші воїни відбили 28 атак противника. В той же час, протягом доби, противник вів безуспішні наступальні дії в районі Оріхово-Василівки. На Авдіївському та Мар'їнському напрямках противник вів наступальні дії в напрямку н.п. Новокалинове, Степове, Авдіївка, Сєверне, Первомайське, Мар'їнка Донецької області, успіху не мав.
Протягом доби противник завдав 5 ракетних та 25 авіаційних ударів, здійснив 34 обстріли з РСЗВ. З мінометів та артилерії російські окупанти завдали ударів по районам вздовж лінії фронту від Сумської до Херсонської областей.
Внаслідок авіаційного удару по інфраструктурі міст Берислав Херсонської області та Дружківка Донецької області отримали поранення цивільні люди, пошкоджені приватні будинки та об'єкти цивільної інфраструктури.
Російські окупаційні війська протягом доби 45 разів відкривали вогонь по різним населеним пунктам Херсонської області, 1 людина загинула, 1 — дістала поранення.

### 30 березня
Противник зосереджує основні зусилля на веденні наступальних дій на Куп'янському, Лиманському, Бахмутському, Авдіївському та Мар'їнському напрямках. Підрозділи Сил оборони України відбили понад 80 атак противника. В епіцентрі бойових дій залишаються населені пункти Білогорівка, Бахмут, Авдіївка та Мар'їнка.
На Куп'янському та Лиманському напрямках ворог вів безуспішні наступальні дії в районах Стельмахівки, Кузьминого та Берестового. На Бахмутському напрямку ворог продовжує штурмові дії міста Бахмут  наші захисники відбили 22 атаки. В той же час, противник вів безуспішні наступальні дії в районі Оріхово-Василівки Донецької області. На Авдіївському та Мар'їнському напрямках противник вів наступальні дії в напрямку населених пунктів Новобахмутівка, Новокалинове, Степове, Авдіївка, Сєверне, Водяне, Красногорівка та Мар'їнка Донецької області, успіху не мав.
Протягом доби противник завдав 11 ракетних та 4 авіаційних  удари, здійснив 43 обстріли з РСЗВ. З мінометів та артилерії російські окупанти завдали ударів по районам вздовж лінії фронту від Сумської до Херсонської областей.
Вночі, із застосуванням ЗРК С-300 росіянами було здійснено 9 ракетних пусків по цивільній інфраструктурі міста Харків. Для завдання авіаційних ударів окупанти задіяли 10 ударних БпЛА типу «Шахед-136», 9 з них знищили ЗСУ, п'ять людей зазнало травмування

### 31 березня
Російські загарбники продовжували зосереджувати основні зусилля на веденні наступальних дій на Лиманському, Бахмутському, Авдіївському та Мар'їнському напрямках. Протягом доби було відбито 70 атак окупантівна зазначених напрямках. Найінтенсивніші бої тривають за населені пункти Білогорівка, Бахмут, Авдіївка та Мар'їнка.
Протягом доби противник завдав 5 ракетних та 16 авіаційних  ударів, здійснив 39 обстрілів з РСЗВ. З мінометів та артилерії російські окупанти завдали ударів по районам вздовж лінії фронту від Черігівської до Херсонської областей.
Для авіаударів противник також задіяв 6 ударних БпЛА типу «Шахед-136». Проте усі вони були знищені ЗСУ.
РФ завдали чергового ракетного удару по Запоріжжю. В результаті двоє людей отримали легкі поранення. Було обстріляно Авдіївку, загинуло двоє людей, з них одна дитина 2022 року народження, ще двоє людей — поранені.

До України прибула президент Молдови Мая Санду, Вона, а також президент України Володимир Зеленський, прем'єр-міністри Хорватії Андрей Пленкович, Словаччини Едуард Гегер та Словенії Роберт Голоб відвідали Бучу. Місце зустрічи посадовців приурочено даті визволення міста від рашистів.

## Підсумки березня 2023
Весь місяць точились жорстокі бої за Бахмут, росіянам вдалося зайняти східну і південну частини міста; гарнізон ЗСУ б'ється у напівоточенні. Також окупанти намагались атакувати на захід від Кремінної, Авдіївку і Вугледар.
17 березня Міжнародний кримінальний суд (МКС) в Гаазі видав ордери на арешт президента Росії Володимира Путіна та уповноваженого при президенті Росії з прав дитини Марії Олексіївни Львової-Бєлової
20 березня у окупованому Джанкої відбулася серія вибухів, спричинена, ймовірно, БПЛА. Пошкоджено аеродром, залізничний вузол, де також під удар потрапив вантаж ракет «Калібр».
Про події наступного місяця — див. у статті Хронологія російського вторгнення в Україну (квітень 2023).